# Pițigoi mare
Pițigoiul mare (Parus major) țânțavari (regional pe valea Prutului în ținutul Hotinului) este o pasăre mică sedentară din familia paridelor, larg răspândită în toată Europa, Asia și nord-vestul Africii, în zona temperată. În Asia se întâlnește și în zonele tropicale. Trăiește în diferite tipuri de păduri (de foioase, mixte sau de conifere), dar este întâlnit și în grădinile, livezile sau parcurile din interiorul localităților, acolo unde găsește scorburi sau cavități potrivite pentru cuibărit. Este una dintre speciile de păsări foarte răspândite în localități. Preferă zonele de câmpie și zonele colinare, dar apare și în zonele montane, unde ajunge până în zona coniferelor, în unele regiuni până la altitudinea de 2600 m (în Afganistan) și 4040 m (în China). Este o specie sedentară, dar în afară perioadei de cuibărire (toamna și iarna) hoinărește în căutarea hranei împreună cu alte specii de pițigoi. Este cea mai comună dintre speciile de pițigoi. În România populația este stabilă, iar efectivul speciei a fost estimat la 3.100.000- 6.200.000 de perechi cuibăritoare. Populația din Republica Moldova este estimată la 80.000-100.000 de perechi cuibăritoare. Este cel mai mare pițigoi,  are o lungime de 12,5-14 cm și o greutate de 12-22 g. Atinge în libertate longevitatea maximă de 15 ani și 4 luni. Masculul subspeciei nominate are fruntea, creștetul și ceafa negru-albăstrui strălucitoare. În centrul părții inferioare a cefei o pată albicioasă. Partea posterioară a gâtului galben-verzuie. Partea anterioară a spatelui verde-măslinie, iar cea posterioară cenușiu-albăstruie. Coada și aripa sunt în general cenușiu-albăstrui. Vârfurile albe ale supraalarelor mari formează pe aripă o dungă îngustă transversală albă. Obrazul și regiunea auriculară albe. Bărbia, partea inferioară a gâtului și laturile gâtului până la centrul părții superioare a pieptului sunt negre cu o nuanță albăstruie, formând o bavetă neagră evidentă. O dungă neagră mediană (cravata) se întinde de la partea inferioară a bavetei până la regiunea anală. Laturile pieptului și abdomenul viu colorate cu galben-deschis ca lămâia. Coloritul celor două sexe, în fond, este asemănător, însă la mascul banda neagră de pe partea inferioară a corpului este evident mai lată decât la femelă. În sezonul de reproducere (primăvara și vara) se hrănește cu nevertebrate, mai ales cu ouă, adulți și larve de insecte, dar consumă și hrană de origine vegetală, precum mâțișori sau muguri. Omizile constituie hrana esențială a puilor. În timpul iernii, hrana este compusă din semințe oleaginoase și fructe uscate. Este un vizitator foarte comun la hrănitoare de păsări. Pițigoiul mare este considerat printre speciile de păsări cele mai folositoare ale pădurilor, consumând în cantități mari diverși dăunători ai pădurilor - ouăle și larvele fluturilor, trombari și alți gândaci de talie mică, ploșnițe, himenoptere etc., iar iarna distruge pontele insectelor fitofage. Cuibul și-l instalează în scorburi de copaci, crăpături mari în pereți stâncoși sau maluri lutoase înalte, în diferite obiecte cu utilizare gospodărească abandonate (cratițe, oale, stropitori, căni mari, coșuri ș.a.) care sunt atârnate pe un suport înalt etc. În apropierea caselor poate ocupa orice loc ascuns, precum căsuțele poștale, ghivecele de flori sau țevi metalice. Uneori, ocupă și cuiburi vechi ale altor păsări. Ocupă și cuiburi artificiale pe care le folosesc an de an. După alegerea locului, femela construiește un cuib voluminos format din mușchi, licheni, rădăcinuțe, diferite tulpini de graminee care le fixează între ele cu puf și pânză de păianjeni. Interiorul cuibului îl căptușește cu puf vegetal, păr de la animale și uneori cu ceva pene. Spre sfârșitul lunii martie în zonele de câmpie, și în prima jumătate a lunii aprilie în zonele montane, femela depune prima pontă formată de obicei din 8-12 ouă (până la 18 ouă), a 2-a pontă pe care o depune în iunie este formată numai din 6-8 ouă. Clocitul este asigurat de femelă timp de 13-14 zile. Puii părăsesc cuibul după 20-22 de zile, însă până la vârsta de 40 de zile ei sunt apărați și hrăniți de către ambii părinți. Sunt recunoscute 43 de subspecii. În România și Republica Moldova cuibărește subspecia nominată Parus major major.

## Denumiri
Denumirea latină Parus major a acestei specii, provine din cuvintele latine parus = pițigoi + major = mai mare.
În limba română această specie se numește pițigoi mare, pițigoi de grădină, pițigane, pițigoi de sat, pițigoi de pomet, simțivară, pițigușă, sucitoare.

## Taxonomie
Denumirea latină a acestei specii Parus major a fost dată de  Linnaeus în 1758 (terra typica Europa).
Subspecia bokharensis a fost tratată mai înainte ca o specie separată, Parus bokharensis, dar acum este inclusă în specia Parus major, pe baza asemănărilor vocale, morfologice și genetice. Subspecia kagoshimae este inclusă în subspecia minor de unii autori. Subspecia nigriloris este destul de distinctă și merită cercetări ulterioare. Subspecia planorum este sinonimă cu subspecia nipalensis. Speciile hibridizează foarte rar cu pițigoiul de brădet (Periparus ater) și pițigoiul albastru (Cyanistes caeruleus) și posibil cu pițigoiul sur (Poecile palustris).
Variațiile geografice sunt complexe și parțial clinale, dar sunt recunoscute obișnuit 3-4 grupuri de subspecii:
- major, în Palearctic (cu excepția Orientului Îndepărtat), care conține subspecii cu spatele verde și abdomenul galben (14 subspecii);
- bokharensis, în centrul Asiei, cu subspecii mici, palide și cenușii (5 subspecii);
- cinereus, în sud-vestul Asiei și Subcontinentul Indian, spre est până în Indochina și Indonezia, care conține subspecii cu spatele cenușiu și abdomenul albicios (12 subspecii; subspecia intermedius probabil că aparține aici);
- minor, din estul Asiei și Japonia, care include subspecii cu spatele verzui și abdomenul alb (12 subspecii).

Analiza moleculară și unele diferențe a vocii și habitatului, sugerează că aceste grupuri pot fi tratate ca specii separate; dar există zone de contact a subspeciilor care interesează toate grupurile, taxonii diferă prin caractere morfologice și mensurabile relativ minore, distincțiile vocale nu sunt mari, mostrele genetice și vocale provin dintr-un număr relativ mic de locuri, iar studiile moleculare mai recente arată divergențe destul de mici. Este necesară o analiză integrativă ulterioară pentru a susține sau respinge mai multe subspecii propuse.

### Subspecii și distribuție

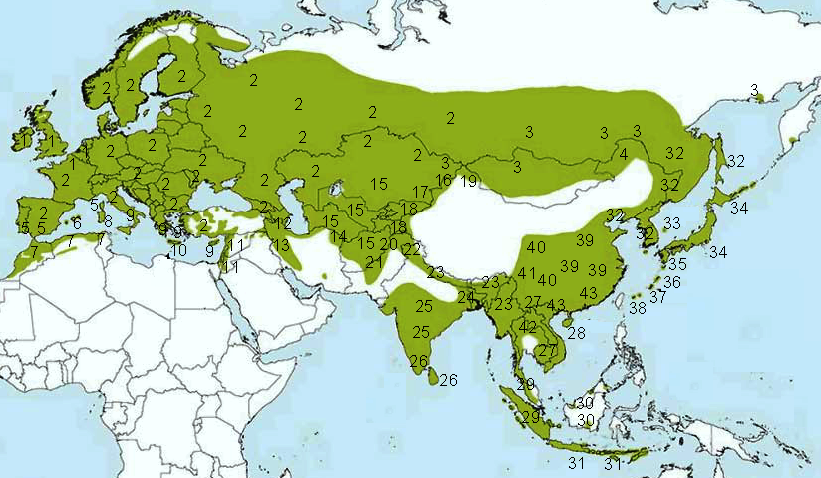
Distribuția subspeciilor
1. Parus major newtoni
2. Parus major major
3. Parus major kapustini
4. Parus major bargaensis
5. Parus major corsus
6. Parus major mallorcae
7. Parus major excelsus
8. Parus major ecki
9. Parus major aphrodite
10. Parus major niethammeri
11. Parus major terraesanctae
12. Parus major karelini
13. Parus major blanfordi
14. Parus major intermedius
15. Parus major bokharensis
16. Parus major turkestanicus
17. Parus major iliensis
18. Parus major ferghanensis
19. Parus major dzungaricus
20. Parus major decolorans
21. Parus major ziaratensis
22. Parus major caschmirensis
23. Parus major planorum
24. Parus major vauriei
25. Parus major stupae
26. Parus major mahrattarum
27. Parus major templorum
28. Parus major hainanus
29. Parus major ambiguus
30. Parus major sarawacensis
31. Parus major cinereus
32. Parus major wladiwostokensis
33. Parus major dageletensis
34. Parus major minor
35. Parus major kagoshimae
36. Parus major amamiensis
37. Parus major okinawae
38. Parus major nigriloris
39. Parus major artatus
40. Parus major tibetanus
41. Parus major subtibetanus
42. Parus major nubicolus
43. Parus major commixtus.

Patruzeci și trei de subspecii sunt recunoscute:
- Grupul major - în Palearctic (cu excepția Orientului Îndepărtat)

- Parus major newtoni Prazák, 1894 - în Insulele Britanice, Olanda, Belgia și nord-vestul Franței.
- Parus major major Linnaeus, 1758 - subspecia nominată - pițigoi mare - în Europa continentală (Scandinavia spre sud până în nordul și centrul Spaniei, centrul Italiei și Balcani), vestul și sud-centrul Siberiei (spre est până la lacul Baikal, spre sud până în nordul și estul Kazahstanului și Altai), Asia Mică, Caucaz și Azerbaidjan (cu excepția sud-estului).
- Parus major kapustini Portenko, 1954 - în sud-estul Kazahstanului (Alataul Djungarian), nord-vestul extrem al Chinei (nord-vestul regiunii autonome Xinjiang) și nord-vestul Mongoliei spre est până în Transbaikalia, sud-estul Rusiei (nordul Priamuriei) și Marea Ohotsk.
- Parus major bargaensis Yamashina, 1939 - în Mongolia Interioară (nord-estul Chinei).
- Parus major corsus O. Kleinschmidt, 1903 - în Portugalia, sudul Spaniei și Corsica.
- Parus major mallorcae Jordans, 1913 - în Insulele Baleare.
- Parus major excelsus Buvry, 1857 - în nord-vestul Africii (Maroc spre est până în nordul Tunisiei).
- Parus major ecki Jordans, 1970 - în Sardinia.
- Parus major aphrodite Madarász, 1901 - în sudul Italiei, sudul Greciei, insulele egeene și Cipru.
- Parus major niethammeri Jordans, 1970 - în Creta.
- Parus major terraesanctae E. J. O. Hartert, 1910 - în Liban, Siria, Israel, Iordania și nord-estul Egiptului.
- Parus major karelini Zarudny, 1910 - în sud-estul Azerbaidjanului și nordul Iranului.
- Parus major blanfordi Prazák, 1894 - în nordul Irakului și nord-centrul și sud-vestul Iranului.

- Grupul bokharensis - în centrul Asiei

- Parus major bokharensis M. H. C. Lichtenstein, 1823 - pițigoi turkestanez - în sud-centrul Kazahstanului, Uzbekistan, Turkmenistan și nord-estul extrem al Iranului, spre est până în nordul Afganistanului.
- Parus major turkestanicus Zarudny & Loudon, 1905 - în sud-estul Kazahstanului spre est până în nord-vestul extrem al Chinei (nordul regiunii autonome Xinjiang), posibil și în sud-vestul extrem al Mongoliei.
- Parus major iliensis Zarudny & Bilkewitsch, 1912 - în estul Kazahstanului și probabil în nord-vestul extrem al Chinei.
- Parus major ferghanensis Buturlin, 1912 - în munții din Tadjikistan (Pamir, Alai) și Kârgâzstan, spre est până în vestul Tian-Șanului.
- Parus major dzungaricus Zarudny & Bilkewitsch, 1912 - în nordul regiunii autonome Xinjiang (nord-vestul Chinei).

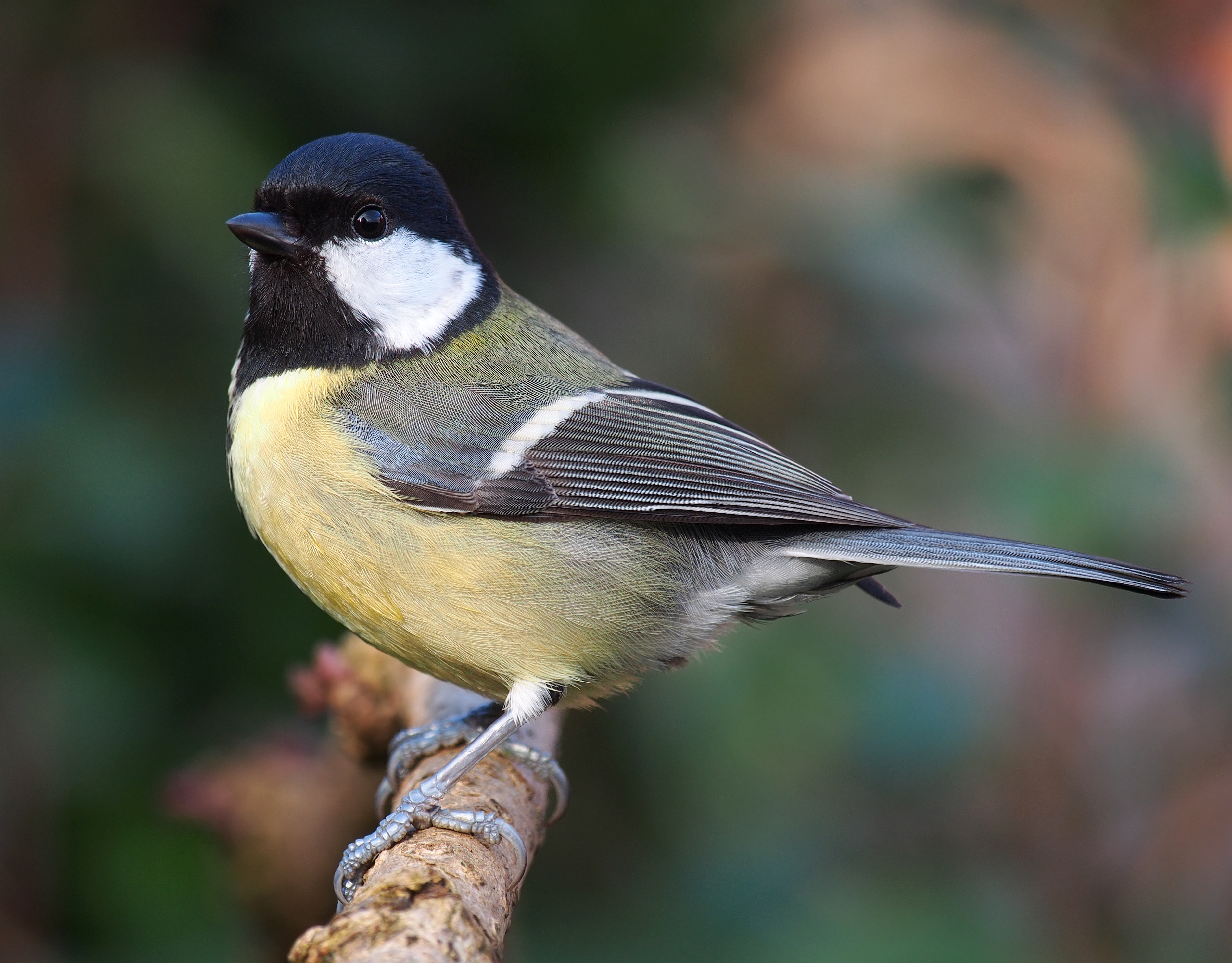
Piţigoiul mare văzut dintr-o parte

- Grupul cinereus - în sud-vestul Asiei și Subcontinentul Indian, spre est până în Indochina și Indonezia

- Parus major intermedius Zarudny, 1890 - în nord-estul Iranului și sud-vestul Turkmenistanului.
- Parus major decolorans Koelz, 1939 - în nord-estul Afganistanului și nord-vestul Pakistanului.
- Parus major ziaratensis Whistler, 1929 - în centrul și sudul Afganistanului și vestul Pakistanului.
- Parus major caschmirensis E. J. O. Hartert, 1905 - în nord-vestul Himalaiei, spre est din nordul Pakistanului.
- Parus major planorum E. J. O. Hartert, 1905 - în nordul Indiei și Nepal, spre est până în vestul și centrul Myanmarului.
- Parus major vauriei Ripley, 1950 - în nord-estul Indiei (în estul statului Assam).
- Parus major stupae Koelz, 1939 - în vestul, centrul și sud-estul Indiei.
- Parus major mahrattarum E. J. O. Hartert, 1905 - în sud-vestul Indiei și Sri Lanka.
- Parus major templorum Meyer de Schauensee, 1946 - în estul Thailandei și sudul Indochinei.
- Parus major hainanus E. J. O. Hartert, 1905 - în Hainan.
- Parus major ambiguus (Raffles, 1822) - în sudul Thailandei, Peninsula Malacca și Sumatra.
- Parus major sarawacensis Slater, 1885 - fragmentat de-a lungul coastelor insulei Borneo.
- Parus major cinereus Vieillot, 1818 – pițigoi cenușiu - în Java și Sondele Mici.

- Grupul minor - în estul Asiei și Japonia

- Parus major wladiwostokensis O. Kleinschmidt, 1913 - în Orientul Îndepărtat al Rusiei (în centrul Priamuriei, Primorie), sudul Sahalinului, nord-estul Chinei (spre sud până în Hebei) și Coreea.
- Parus major dageletensis Nagamichi Kuroda & Mori, 1920 - în insula Ullung-do (Dagelet), din largul coastelor estice a Coreei de Sud.
- Parus major minor Temminck & Schlegel, 1848 - pițigoi japonez - în Japonia (spre sud până în Kyushu).
- Parus major kagoshimae Takatsukasa, 1919 - în sudul insulei Kyushu și în insulele Goto.
- Parus major amamiensis O. Kleinschmidt, 1922 - în nordul arhipelagului Ryukyu (Amami-Oshima, Tokunoshima).
- Parus major okinawae E. J. O. Hartert, 1905 - în Okinawa, din centrul arhipelagului Ryukyu.
- Parus major nigriloris Hellmayr, 1900 - în sudul arhipelagului Ryukyu (insulele Ishigaki, Iriomote).
- Parus major artatus Thayer & Bangs, 1909 - în centrul și estul Chinei (spre vest până în Hubei, spre sud până la fluviul Yangtze).
- Parus major tibetanus E. J. O. Hartert, 1905 - în sud-vestul și sud-centrul Chinei (în sud-estul și estul Regiunii Autonome Tibet, sudul și estul provinciei Qinghai și vestul provinciei Sichuan, spre sud până în provincia Yunnan și vestul provinciei Guizhou) și nordul Myanmarului.
- Parus major subtibetanus O. Kleinschmidt & Weigold, 1922 - în centrul și sud-centrul Chinei (în Sichuan și nordul provinciei Yunnan).
- Parus major nubicolus Meyer de Schauensee, 1946 - în estul Myanmarului, nordul Thailandei și nord-vestul Indochinei.
- Parus major commixtus Swinhoe, 1868 - în nord-estul Vietnamului și sud-estul Chinei (spre est de Yunnan, spre sud de fluviul Yangtze).

## Descrierea

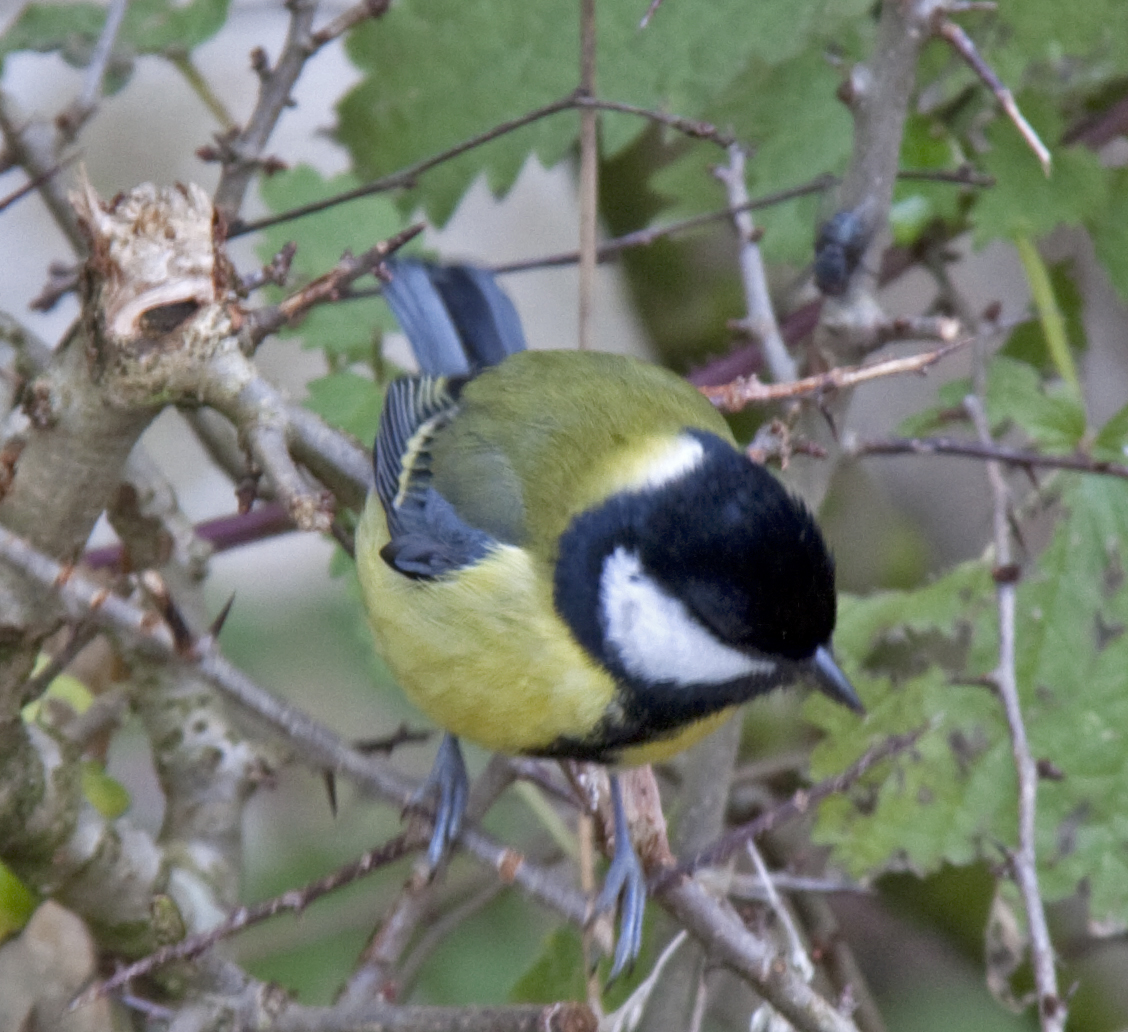
Piţigoiul mare văzut deasupra

Pițigoiul mare este un pițigoi mare, cu capul, bărbia și partea inferioară a gâtului negre, cu o pată triunghiulară albă mare pe obraz și regiunea auriculară, părțile inferioare galbene împărțite de o dungă ventrală neagră. 
Este cel mai mare dintre pițigoi. Are o lungime de 12,5-14 cm și o greutate de 11,9-22,1 g. Lungimea aripii= 74-82 mm la mascul și 70-74 mm la femelă; lungimea ciocului = 10-11 mm; lungimea tarsului = 23 mm. 

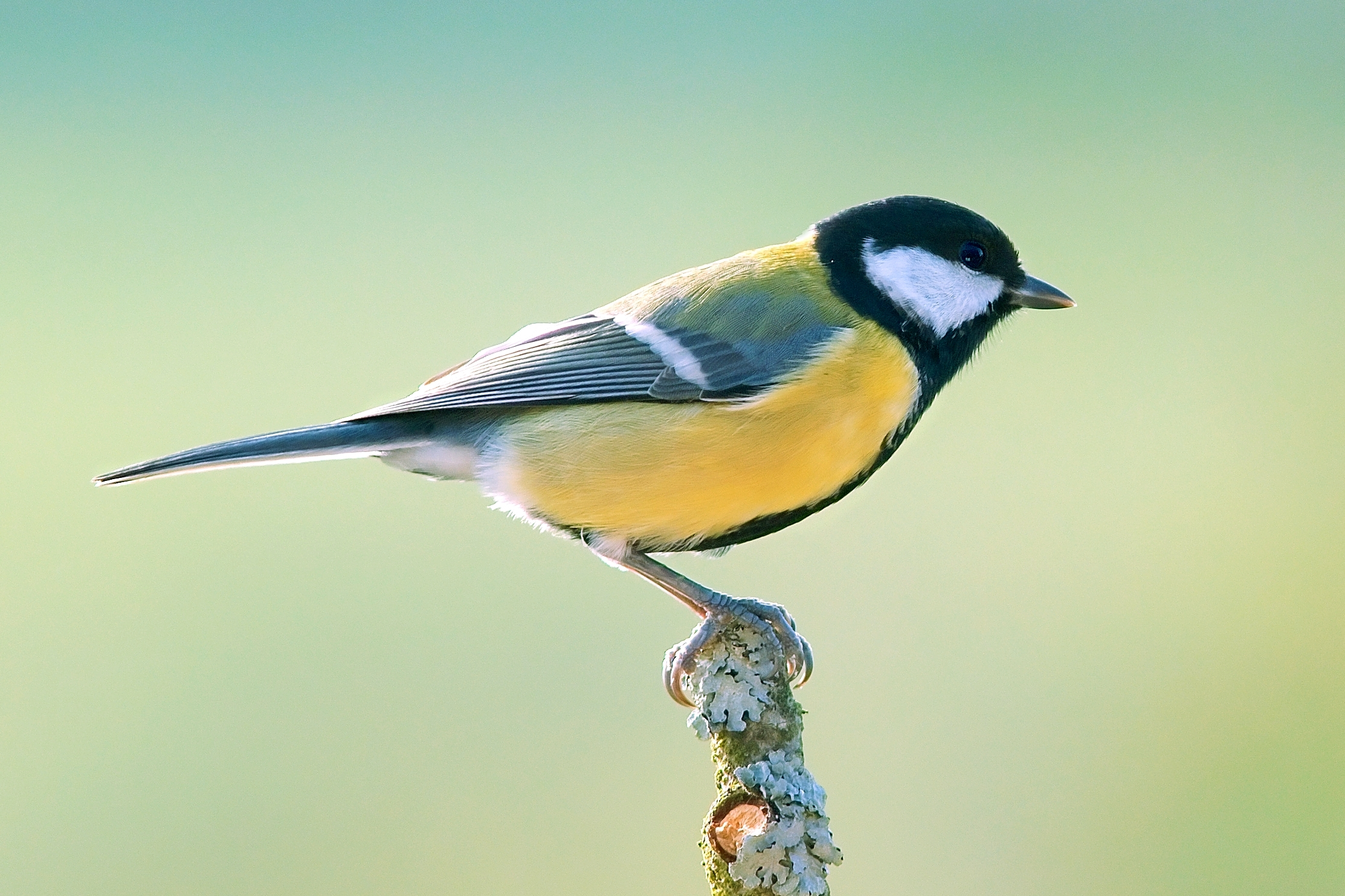
Piţigoiul mare văzut dintr-o parte

Masculul subspeciei nominate are fruntea, creștetul (până sub ochi) și ceafa negru-albăstrui lucioase. Bărbia, partea inferioară a gâtului și partea superioară a pieptului sunt negre (cu o nuanță ușoară albăstrui-lucioasă pe partea inferioară a gâtului și piept), aceste părți formează o bavetă neagră. O dungă neagră (gulerul) coboară de la ceafă pe partea posterioară a laturii gâtului și se unește cu baveta neagră. Obrazul și regiunea auriculară albe, pata albă de pe obraz și regiunea auriculară este mai mult sau mai puțin triunghiulară și este înconjurată complet de negrul de pe partea superioră a capului, laturile gâtului și de pe bavetă. În centrul părții inferioare a cefei se află o pată mică albicioasă spălăcită sau alb-gălbuie, care devine galben-verzuie în partea posterioară a gâtului și pe mantaua superioară. Restul mantalei și partea superioară a spatelui au o culoare verde-măslinie sau verde-gălbuie. Penele scapulare sunt verzi cu o nuanță măslinie. Partea inferioară a spatelui, târtița și tectricele supracaudale cenușiu-albăstrui deschise, cu o nuanță verde pe târtiță. Coada cenușiu-albăstruie cu steagurile interne negricioase. Cele trei rectrice laterale sunt tivite pe vârfuri cu alb (foarte puțin pe cea mai interioară dintre aceste trei). Pe rectricea cea mai laterală albul se extinde ca o pată cuneiformă până la aproximativ jumătatea lungimii penei pe steagul intern și peste tot steagul extern. Tectricele supraalare mici și mijlocii albastru-cenușii. Tectricele supraalare mari albastru-cenușii cu steagul intern negricios, ele sunt tivite verzui îngust pe steagul extern și tivite lat pe vârfuri cu alb, vârfurile albe ale supraalarelor mari formează o dungă alară transversală albă lată pe aripă închisă. Alula și tectricele primare negre, tivite îngust cu alb. Remigele aripilor cenușiu-negricioase. Remigele terțiare cu vârfurile albe sunt tivite lat pe margini cu galben-verzui deschis. Remigele secundare și remigele primare interne tivite îngust pe margini cu albastru-cenușiu deschis. Laturile pieptului și abdomenul viu colorate cu galben ca lămâia, flancurile uneori cu o nuanță verde-cenușie. O dungă ("cravata") ventrală mediană neagră destul de lată, dar neregulată, se întinde pe partea mediană a pieptului și abdomenului de la centrul pieptului până la regiunea anală, despărțind părțile inferioare galbene. La mascul această dungă mediană este bine conturată și se lățește într-o pată neagră între picioare. Tectricele subcodale albe cu vârfurile negricioase pe cele mai lungi. Tectricele axilare și subalare albicioase. Irisul brun-negricios sau brun-roșcat închis. Ciocul negru cu marginile tăioase mai deschise. Picioarele cenușiu-plumburii sau cenușiu-albastrui. În penajul uzat, creștetul și ceafa mai spălăcite, mai puțin lucioase, părțile superioare de culoare verde mai spălăcită, linia ventrală ușor mai lată, restul părților inferioare de culoare galben mai deschisă, sau mai cenușie pe flancuri.

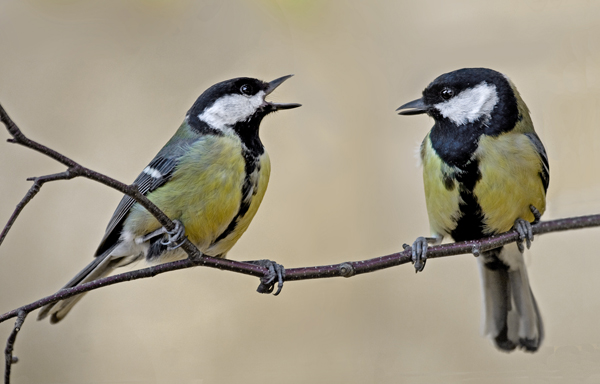
Piţigoiul mare cântând. În stânga femela, în dreapta masculul. La mascul dungă mediană ventrală neagră este bine conturată și se lățește într-o pată neagră între picioare. La femelă dunga mediană ventrală neagră este foarte îngustă, se lățește puțin sau deloc pe abdomen şi poate fi cu întreruperi.

Femela este asemănătoare cu masculul și sexele se pot determina destul de greu; în perioada clocitului este sigură delimitarea după "zona de clocit" care este mult mai lipsită de penaj la femelă decât la mascul.  Femela are culoarea neagră mai ștearsă pe creștet, părțile superioare mai spălăcite sau verzi mai închise, marginile tectricelor supraalare mari și remigelor secundare cenușiu-verzui (nu albastru-cenușii), negrul de pe laturile gâtului mai îngust sau cu întreruperi, baveta neagră mai spălăcită, dunga mediană ventrală ("cravata") de culoare neagră mai puțin intensă este foarte îngustă și puțin delimitata, lățindu-se foarte puțin pe abdomen  (poate fi cu întreruperi sau are vârfurile penelor albe lângă regiunea anală),  tectricele subcodale cu albul mai extins.

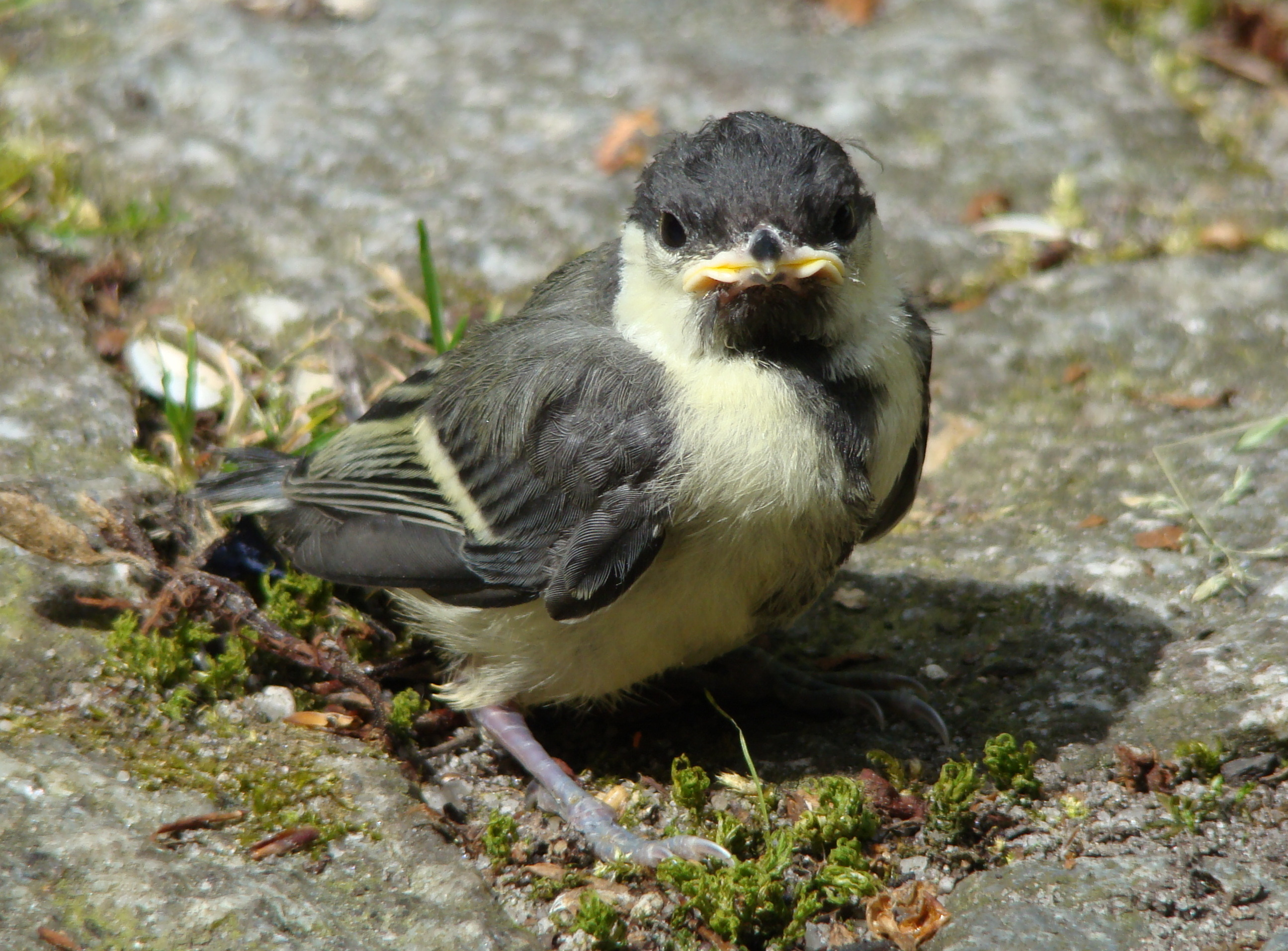
Juvenilul

Juvenilul asemănător cu femela, dar are obraji gălbui, nedelimitați de o margine inferioară neagră, este mai deschis la culoare, are creștetul până la ceafă mai bruniu sau măsliniu-bruniu, pata nucală de pe ceafă mică și spălăcită, părțile superioare verde-măslinii spălăcite, mai cenușii pe târtiță și tectricele supracaudale, coada mai spălăcită și mai cenușie cu vârfurile albicioase slab conturate pe cele două rectrice laterale, tectricele alare cu o nuanță măslinie sau cu marginile măslinii, remigele aripilor cenușiu-închise, cu marginile verde-cenușii pe remigele secundare și cenușiu-deschise pe remigele primare; obrajii, regiunile auriculare și laturile gâtului galben-deschise (mai albe în penajul uzat), o bavetă mică cenușiu-închisă în centrul pieptului și o rămășiță îngustă cenușiu-închisă a liniei ventrale, restul părților inferioare galben-deschise, cu o nuanță cenușie pe flancuri; irisul mai palid sau mai cenușiu.
Dombrowski descrie subspecia nominată astfel: "Creștetul, gâtul și o dungă pe gușă în jos, negri. Obrajii și tâmplele albe; o pată pe cerbice, verde-gălbuie; partea anterioară a spatelui, verde; partea inferioară a abdomenului, galben." Victor Ciochia o descrie astfel: "Este cel mai mare pițigoi (lungimea totală = 120—140 mm), cu capul și gâtul de un negru-albastru strălucitor, obrajii sunt albi. Partea inferioară galben-sulfurie, împărțită de o dungă neagră mediană. Spatele verde-măsliniu, gălbui pe ceafă și cu târtița cenușie. Sexele se pot determina destul de greu; în perioada clocitului este sigură delimitarea după "zona de clocit" care este mult mai lipsită de penaj la femelă decât la mascul. La mascul negrul de pe cap și gușă este lucios, cu nuanță albăstruie; dunga mediană care coboară pe piept până la mijlocul burții este lată și bine conturată, lățindu-se într-o pată neagră între picioare. La femelă gușa de un negru-mat; dunga mediană de pe partea inferioară este foarte îngustă și puțin delimitata, lățindu-se foarte puțin pe burtă. Adultul are tectricele alare verde-măslinii; cu marginile albăstrui-cenușii și extremitățile albe; rectricele brune tivite cu albastru-cenușii, prima remige primară externă albă, a 2-a numai cu vârful alb. Juvenilul este mai deschis la culoare, cenușiu sau albastru-verzui, cu o pată albă pe ceafă; obrajii albicioși nedelimitați de o dungă neagră."
Subspecia nominată se deosebește de subspecia Parus major bokharensis în principal prin aceea că are pată  albă de pe obraz puțin mai mică, marginile remigelor aripilor cenușiu-albăstrui, talia puțin mai mare, ciocul mai mare, coada mai scurtă; unele subspecii au părțile superioare mai verzui (mai puțin cenușii), părțile inferioare viu colorate cu galben (nu albicioase).

### Subspecii

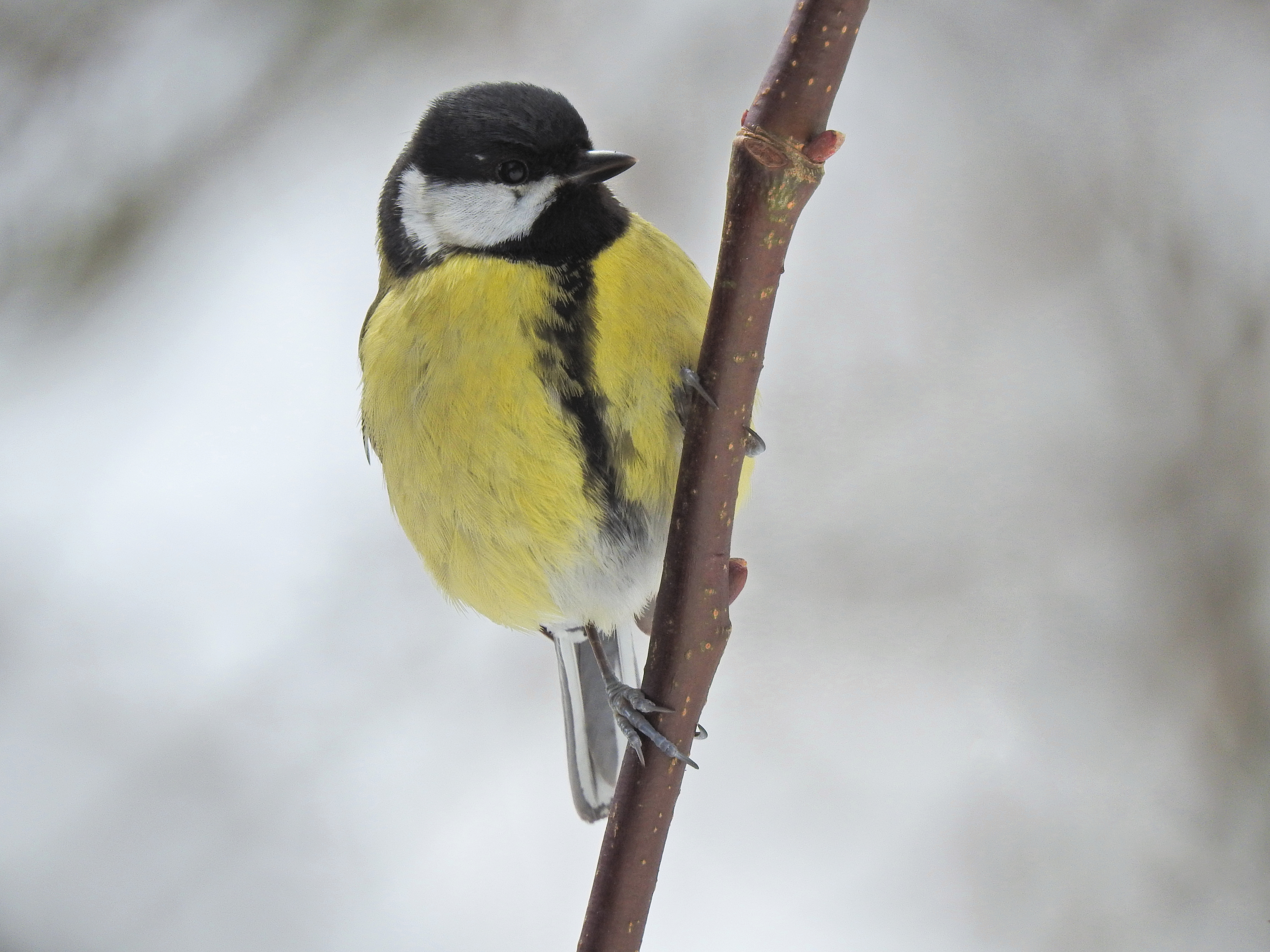
Piţigoiul mare văzut dedesubt

Subspeciile sunt destul de bine definite și diferă în principal după mărime, forma ciocului, intensitatea culorii galbene a penajului și extinderea albului pe rectricele laterale ale cozii:
- Grupul major

- subspecia newtoni este asemănătoare cu subspecia nominată, dar are ciocul puțin mai lung (și culmenul mai puțin curbat), mantaua verde puțin mai închisă, mai puțin alb pe rectricele laterale ale cozii, mascul cu o dungă ventrală lată neagră care se lățește pe abdomen, femela cu zonele negre mai spălăcite, dunga ventrală mai îngustă care poate fi cu întreruperi pe partea posterioară a abdomenului;
- subspecia kapustini este mai palidă deasupra și dedesubt decât subspecia nominată;
- subspecia corsus este asemănătoare cu subspecia nominată, dar părțile superioare sunt ușor mai spălăcite sau mai închise de culoare măsliniu-cenușie, are mai puțin galben pe ceafa și mai puțin alb pe rectricele laterale ale cozii, iar părțile inferioare galbene mai deschise cu excepția unei nuanțe cenușii pe flancuri;
- subspecia mallorcae se deosebește de subspecia nominată prin aceea că are ciocul puțin mai mare, părțile superioare mai albastru-cenușii, părțile inferioare ușor mai palide (galben-deschise până la alb-cenușii), mai puțin alb pe rectricele laterale ale cozii;
- subspecia ecki se aseamănă cu subspecia mallorcae, dar are o nuanță albăstrie pe părțile superioare și este ușor mai palidă pe părțile inferioare;
- subspecia excelsus este la fel ca subspecia nominată, dar mai viu colorată verde-măsliniu deasupra, foarte puțin sau fără alb pe rectricele laterale ale cozii, părțile inferioare viu colorate cu galben (cu o nuanță mai închisă decât la subspeciile mallorcae și ecki);
- subspecia aphrodite are părțile superioare puțin mai întunecate decât subspecia nominată, mai mult cenușiu-măslinii, iar părțile inferioare de culoare variabilă de la galbenă până la alb-gălbui deschisă;
- subspecia niethammeri este foarte asemănătoare cu subspecia aphrodite, dar are ciocul puțin mai mare, părțile superioare puțin mai spălăcite sau mai închise la culoare, mai puțin verzi, iar părțile inferioare de culoare galbenă foarte deschisă;

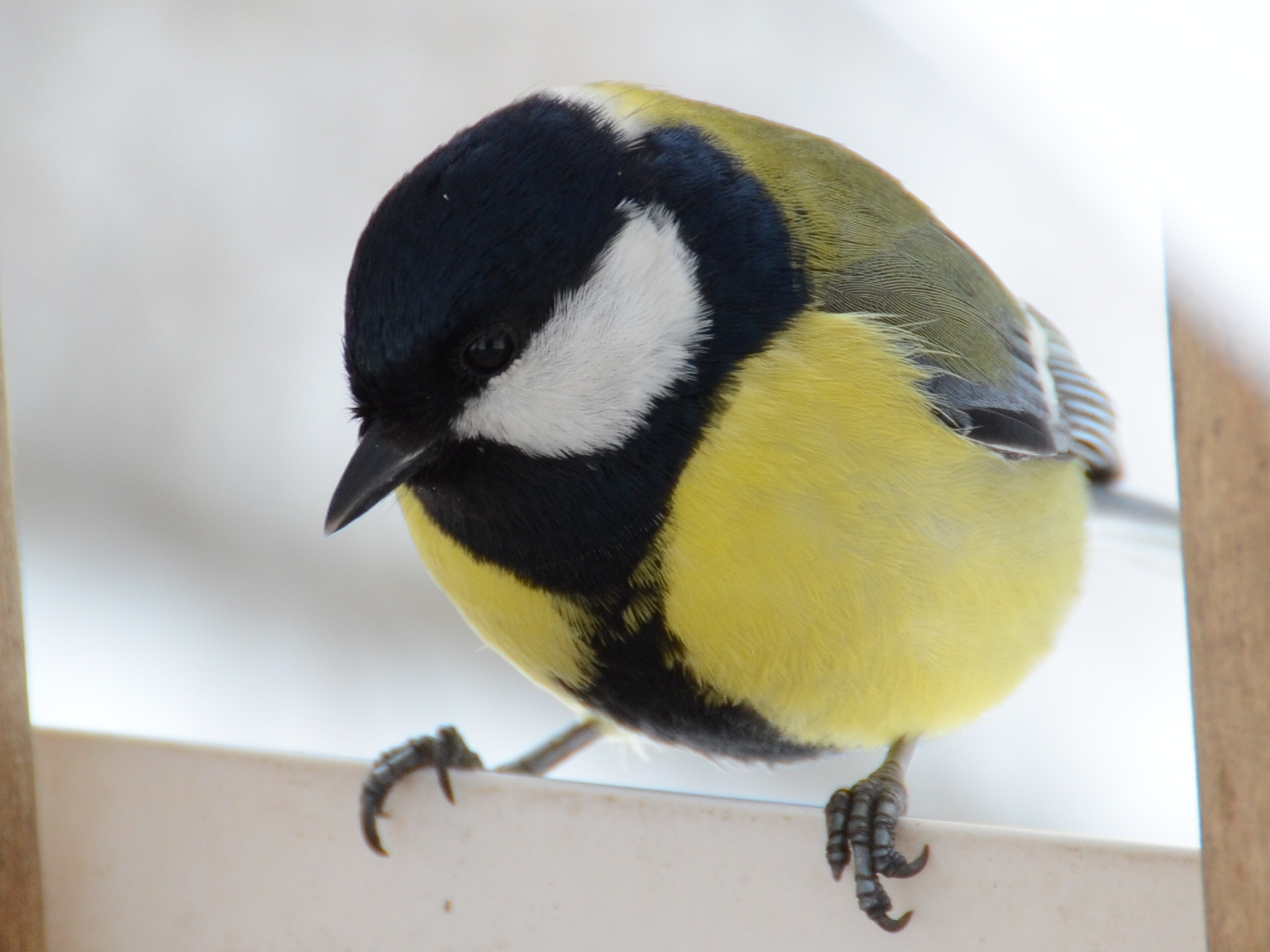
Piţigoiul mare văzut din faţă

- subspecia terraesanctae este la fel ca subspeciile niethammeri și aphrodite, dar părțile superioare sunt puțin mai palide;
- subspecia blanfordi este asemănătoare cu subspecia nominată, dar mantaua și remigele scapulare sunt mai spălăcite sau mai cenușii, părțile inferioare galben-deschise (dar mai închise în estul și sudul munților Elburz și în nordul Irakului), și are mai mult alb pe rectricele laterale ale cozii;
- subspecia karelini este foarte asemănătoare cu subspecia blanfordi sau intermediară între ea și subspecia nominată, dar cu mai puțin alb pe rectricele laterale ale cozii;

- Grupul cinereus

- subspecia caschmirensis are părțile superioare cenușiu-albăstrui (mai închise la culoare decât subspecia ziaratensis), coada cenușiu-negricioasă și rectricele tivite lat cu cenușiu-albăstrui, prima rectrice laterală în întregime albă, iar cea adiacentă albă cu excepția marginii steagului intern, remigele terțiare tivite lat pe margini cu cenușiu-deschis, restul remigelor tivite mai îngust pe margini cu aceeași culoare, părțile inferioare alb-murdare sau cu o nuanță brun-gălbuie, ușor mai albă pe laturile pieptului și pe marginea dungii ventrale;
- subspecia intermedius este asemănătoare cu subspecia caschmirensis, dar are părțile superioare de culoare cenușiu-albăstruie deschisă (pot fi cu o ușoară nuanță verzuie), partea superioară a mantalei cu o nuanță măslinie, tectricele supraalare mari tivite pe margini cu cenușiu-albăstrui deschis, alula neagră, mult mai puțin alb pe rectricele laterale ale cozii, părțile inferioare alb-gălbui până la alb-cenușiu-deschise;
- subspecia ziaratensis este asemănătoare cu subspecia caschmirensis, dar are ciocul puțin mai mic, părțile superioare mai deschise la culoare, marginile remigelor terțiare mai late și mai albe, părțile inferioare mai albe;
- subspecia decolorans are părțile inferioare mai închise la culoare și flancurile mai cenușii;
- subspecia planorum este, de asemenea, asemănătoare cu subspecia caschmirensis, dar are părțile superioare cenușii ușor mai închise la culoare, cu o nuanță albăstrie, mai puțin alb pe rectricele cozii (dar prima rectrice laterală este albă), vârfurile tectricelor supraalare mari mai înguste și mai albe, marginile remigelor terțiare mai albe, părțile inferioare mai albe;
- subspecia vauriei seamănă cu subspecia planorum, dar are flancurile ușor mai cenușii, albul de pe marginea cozii este restrâns la jumătatea distală a primei rectrice laterale;

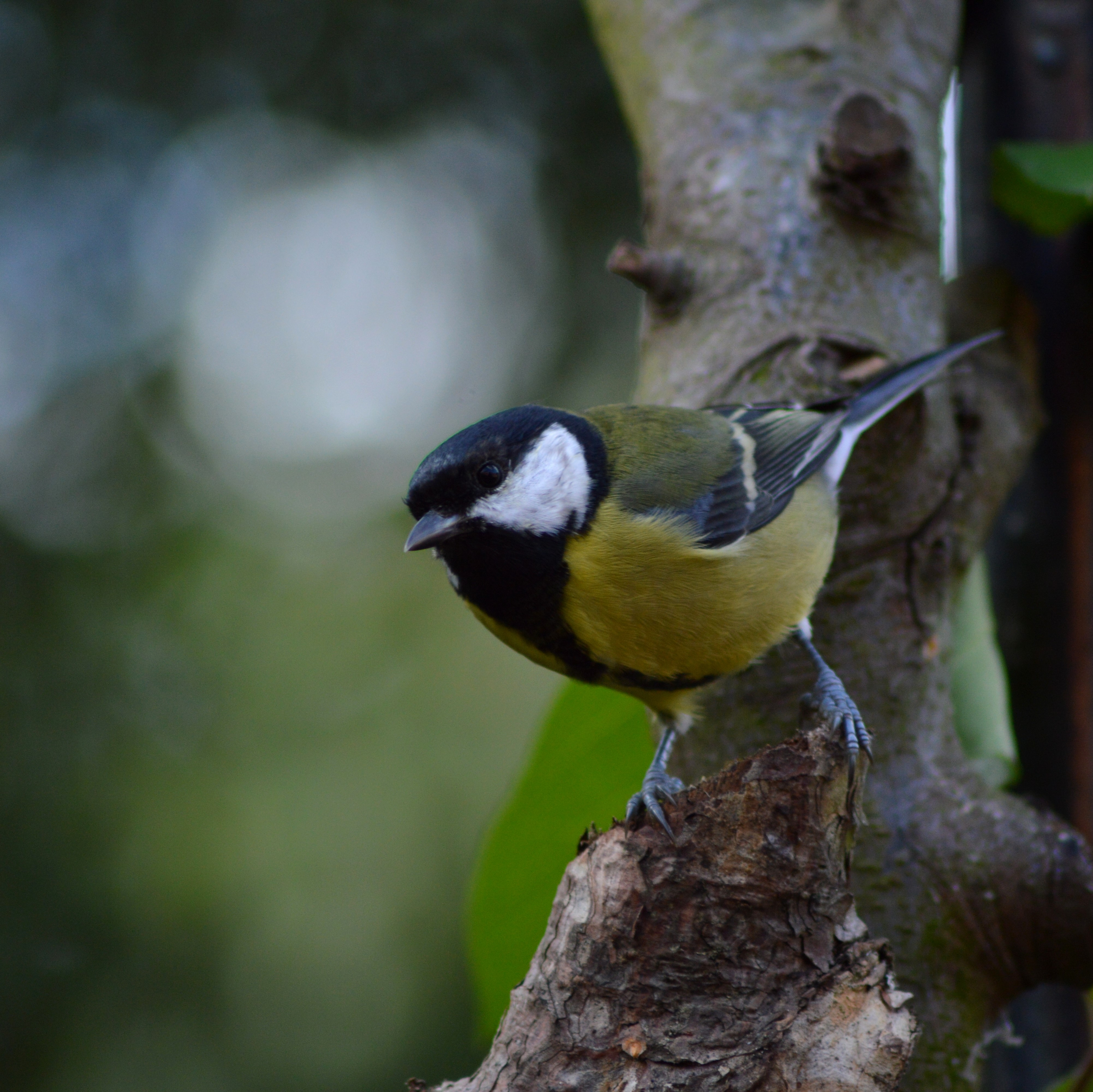
Subspecia Parus major newtoni

- subspecia stupae este asemănătoare cu subspecia caschmirensis, dar deasupra are o culoare ușor mai închisă cenușiu-albăstruie, tectricele supraalare mari tivite îngust cu cenușiu-albăstrui, remigele terțiare mai albe, prima rectrice laterală a cozii albă iar cea adiacentă în mare parte albă, părțile inferioare mai deschise la culoare sau cu o nuanță deschisă brun-gălbui-rozacee (de obicei mai întunecată la femelă) cu excepția flancurilor cenușiu-deschise;
- subspecia mahrattarum este asemănătoare cu subspecia stupae, dar părțile superioare au o culoare ușor mai închisă sau mai intensă cenușiu-albăstruie, mai puțin alb pe coadă (prima rectrice laterală în întregime albă, dar cea adiacentă doar pe jumătate albă), părțile inferioare mai spălăcite cenușiu-fumurii;
- subspecia templorum este foarte asemănătoare cu subspecia nipalensis, dar diferă în principal prin aceea că are mai mult negru pe tectricele supraalare mari;
- subspecia hainanus este asemănătoare cu subspecia caschmirensis, dar are o culoare ușor mai închisă deasupra, mantaua adesea cu o nuanță măslinie, tectricele supraalare mari în cea mai mare parte negre (tivite îngust pe margini cu cenușiu-albăstrui, iar pe vârfuri cu alb), remigele terțiare tivite pe margini cu alb, prima rectrice laterală este albă, iar jumătate distală a steagului intern a celei adiacente este alb, părțile inferioare de culoare deschisă alb-cenușie sau alb-gălbuie spălăcită, flancurile mai cenușii;
- subspecia ambiguus este de asemenea asemănătoare cu subspecia caschmirensis, dar este mai mică, cu părțile superioare puțin mai întunecate, pata nucală de pe ceafă mai mică, tectricele supraalare mari sunt negre cu marginile subțiri de culoare albăstrie, remigele terțiare tivite pe margini cu cenușiu-deschis, albul de pe coada este redus, găsindu-se numai pe cea mai mare parte a primei rectrice externe și pe vârful celei adiacente, părțile inferioare puțin mai întunecate;
- subspecia cinereus este asemănătoare cu subspecia ambiguus, dar are părțile superioare de culoare ușor mai închisă cenușiu-albăstruie, părțile inferioare mai deschise la culoare cu o nuanță rozacee, prima rectrice laterală a cozii este albă, iar vârfurile următoarelor două sunt și ele albe;
- subspecia sarawacenis seamănă cu subspecia cinereus, dar pata nucală albă de pe ceafă este redusă sau absentă, părțile superioare de culoare cenușie ușor mai închisă, tectricele supracaudale negre, rectricele cozii de asemenea negre, cu margini înguste cenușii, iar albul este restrâns la prima rectrice laterală (care are baza steagului intern negru), părțile inferioare de culoare deschisă alb-cenușie, dunga ventrală negricioasă este lată;

- Grupul minor

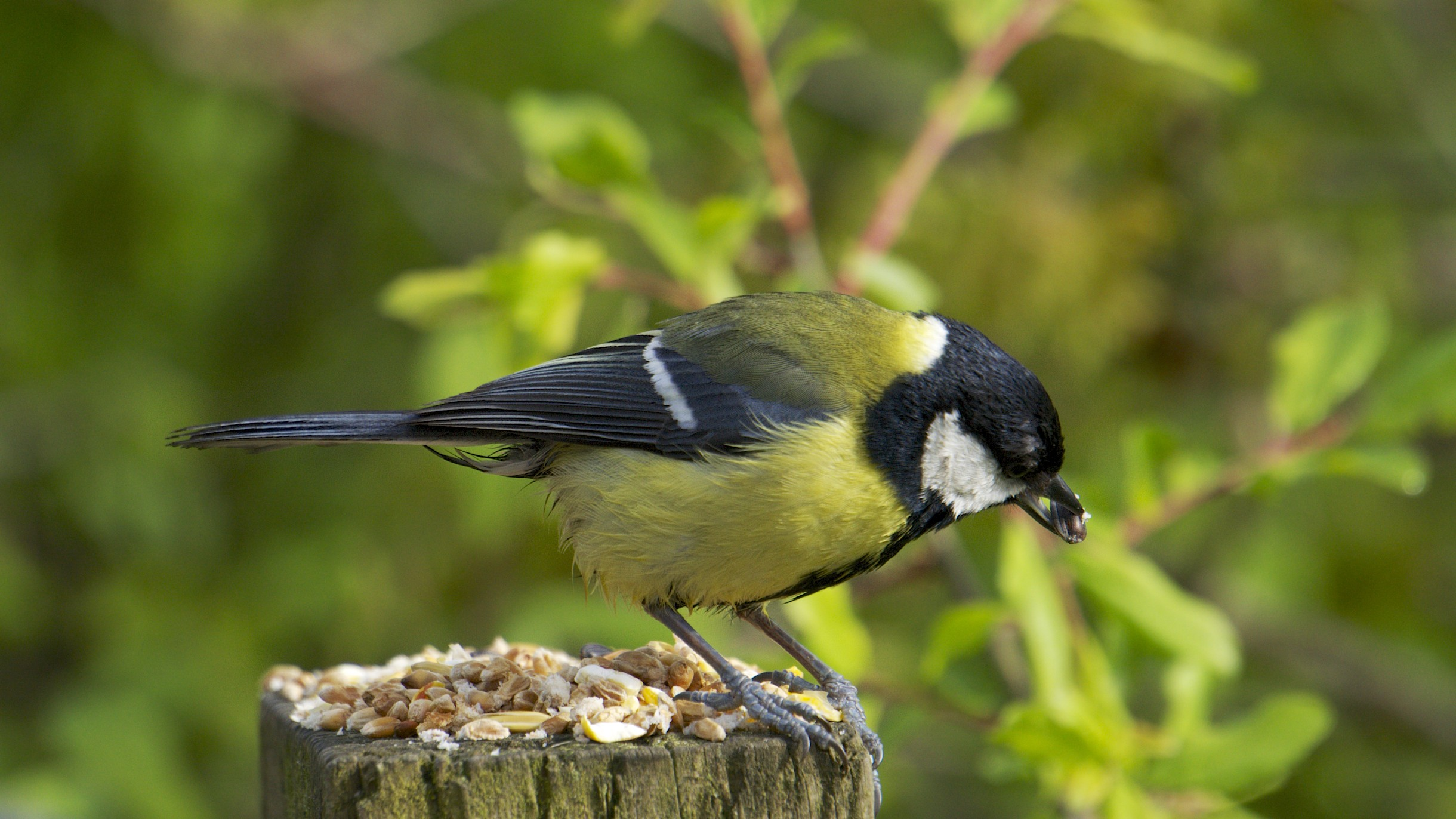
Subspecia Parus major newtoni

- subspecia minor este asemănătoare cu subspecia nominată, dar partea de sus a mantalei este galben-măslinie, devenind unicolor măslinie mai jos și măsliniu-cenușie pe remigele scapulare și pe spate, părțile inferioare în cea mai mare parte albicioase, laturile pieptului și partea superioară a flancurilor cu o nuanță brun-gălbui-rozacee, partea inferioară a flancurilor cenușie, femela este asemănătoare cu cea a subspeciei nominate, dar are marginile remigelor terțiare măslinii;
- subspecia dageletensis este asemănătoare cu subspecia minor, dar are mai puțin verde-măsliniu pe manta, părțile inferioare sunt mai albe, dunga ventrală neagră este mai îngustă;
- subspecia kagoshimae este asemănătoare cu subspecia dageletensis, dar are flancurile mai închise la culoare;
- subspecia amamiensis este verde-măslinie numai pe partea superioară a mantalei, contrastând cu culoarea mai cenușie de pe partea inferioară a mantalei, spate și târtiță;
- subspecia okinawae este la fel ca subspecia amamiensis, dar este mai puțin verde (numai cu o nuanță verde pe partea superioară a mantalei), partea inferioară a mantalei, spatele și târtița au o culoare mai închisă cenușiu-albăstruie;
- subspecia nigriloris este asemănătoare cu subspecia okinawae, dar este mai închisă la culoare, pata nucală de pe ceafă lipsește, verdele de pe manta este înlocuit cu negru-albăstrui (ușor lucios), devenind închisă, cenușiu-albăstruie, pe restul părților superioare, coada în cea mai mare parte cenușiu-negricioasă (albul este restrâns la vârful primei rectrice laterale), lorul (lorum) și laturile gâtului formează o dungă neagră lată care se contopește cu culoarea negru-albăstruie de pe bavetă (albul de pe obraz și regiunea auriculară este redus), părțile inferioare sunt mai închise la culoare, cu o margine îngustă cenușiu-albicioasă pe partea inferioară a bavetei și pe dunga ventrală;
- subspecia tibetanus este asemănătoare cu subspecia minor, dar este mai mare, are părțile superioare mai spălăcite, măslinii sau măsliniu-verzui (mult mai spălăcite, cenușii, în penajul uzat), mai mult alb pe cele două rectrice laterale ale cozii;
- subspecia nubicolus seamănă cu subspecia tibetanus, dar are partea superioară a mantalei ușor mai galbenă;
- subspecia commixtus este asemănătoare cu subspecia minor, dar este în general mai puțin verde-măslinie pe manta, mai cenușie pe partea inferioară a mantalei și pe remigele scapulare, albul este variabil pe cele două rectrice laterale, părțile inferioare puțin mai întunecate (cu o nuanță rozacee în penajul proaspăt).

- Grupul bokharensis[13]

- Masculul subspeciei bokharensis are fruntea, creștetul și laturile creștetului (până sub ochi) și ceafa de culoare negru-albăstruie lucioasă, pe ceafă o pată nucală mare albicioasă spălăcită; părțile superioare sunt de culoare deschisă cenușiu-albăstruie, tectricele supracaudale mai lungi sunt tivite pe vârfuri cu cenușiu; coada cenușie cu steagurile interne ale rectricelor negricioase, cele trei rectrice laterale tivite pe vârfuri cu alb, prima rectrice laterală aproape în întregime albă (numai marginea steagului intern neagră); tectricele supraalare mici și mijlocii cenușiu-închise, tivite pe margini cu cenușiu-deschis, tectricele supraalare mari cu steagurile interne negricioase tivite pe margini cu cenușiu-deschis și lat tivite pe vârfuri cu alb, alula și tectricele primare cenușiu-deschise, cea mai mare pana de pe alulă tivită îngust cu alb; remigele aripilor cenușiu-negricioase, remigele terțiare tivite lat pe margini cu cenușiu-deschis, pe vârfuri tivite cu alb, remigele secundare tivite la fel, remigele primare tivite îngust pe margini cu albastru-cenușiu deschis; obrazul și regiunea auriculară până la laturile cefei albe, bărbia, partea inferioară a gâtului și laturile gâtului până la centrul părții superioare a pieptului negre, cu un ușor luciu albastru pe partea inferioară a gâtului și piept; o dungă neagră îngustă se întinde de la partea inferioară a bavetei până la regiunea anală, restul părților inferioare alb-gălbui, flancurile cu o nuanță cenușie, tectricele subcodale albe cu vârfurile mai lungi, cenușiu-închise; tectricele axilare și subalare albicioase. Diferă de subspecie nominată în principal prin coloritul mult mai cenușiu, părțile inferioare mai deschise la culoare, talia puțin mai mică, ciocul mai mic, coada mai lungă.
- subspecia ferghanensis diferă de subspecia bokharensis prin aceea că are cioc puțin mai mic, părțile superioare ușor mai deschise la culoare, albastru-cenușii, flancurile cu o nuanță cenușie mai închisă, juvenilul mai galben pe față și părțile inferioare;
- subspecia turkestanicus este la fel ca subspecia bokharensis, dar are ciocul puțin mai mare, părțile superioare mai închise la culoare (dar mai palide decât la subspecia ferghanensis).

## Glasul

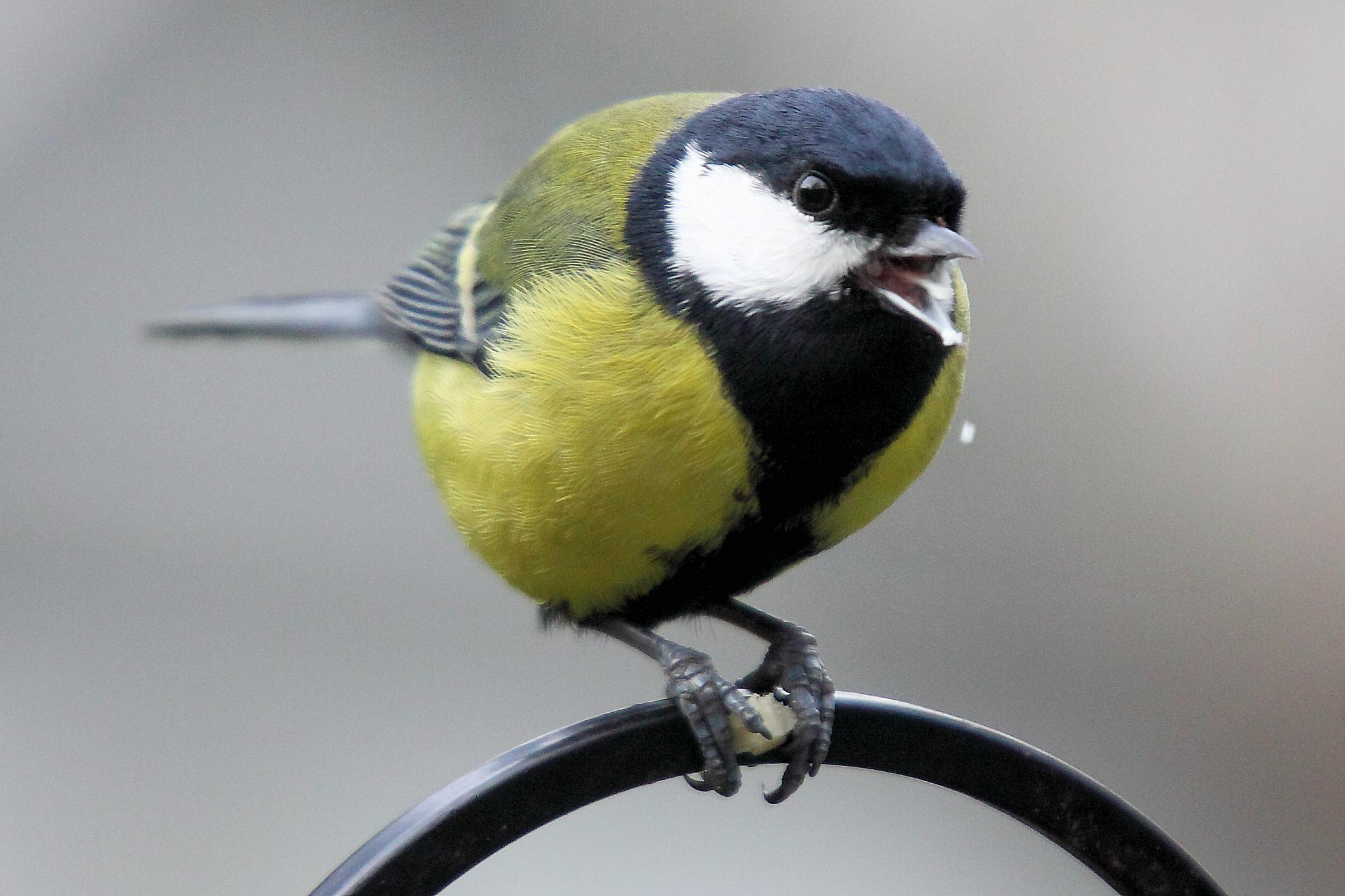
Piţigoiul mare cântând de pe o creangă

Pițigoiul mare are strigăte variate și mai puternice decât cele ale altor pițigoi. Masculul este destul de vocal pe tot parcursul anului, are un repertoriu larg și strigăte destul de variate, au fost înregistrate până la 40 de note distincte.
Notele izolate de contact includ "tic", "pit", "spic", "cit" sau "scuinc" domoale, adesea folosite ca note de contact când caută hrana și ca note introductive la serii mai lungi de alte strigăte, un "tinc" sau "cinc" metalic puternic folosit aproape exclusiv de către masculul adult în diverse situații de ex., în caz de alarmă sau când își apără teritoriul (adesea în timpul "duelurilor zgomotoase" prelungite cu rivalii de la granițele teritoriului său), în caz de agresiune și în cârdurile de iarnă, și foarte asemănătoare cu unul din strigătele cintezei (Fringilla coelebs), asemănarea se intensifică mai mult atunci când sunt repetate ca un dublu sau triplu "tinc-tinc-tinc" rapid, sau adesea ca precursor al cântecului complet. Strigătele pot fi scoase și de către femelă când își apără teritoriul în apropierea cuibului, adesea cu un "ții" subțire sau ascuțit. O notă ciripitoare "cici-ici-ici-ici" or "ciaci-aci-aci", similară cu cea a pițigoiului albastru (Cyanistes caeruleus), dar mai tare, adesea precedată de un singur "ții", "tinc" sau "pii-tinc", poate fi scoasă ca o notă de contact între parteneri și în timpul paradei nupțiale, dar este mai prelungită, accentuată și stridentă când este alarmat sau agitat; de asemenea, un "ciur-r-r-r-rihihi", sec, ascendent, adesea ca un preludiu a unui ciripit certăreț puternic. Alte strigăte includ un "tcia-tcia-tcia" nazal, sec (o variație a strigătului ciripitor) asemănător cu fraza similară a pițigoiului sur (Poecile palustris), un "ciac-ciac-cii ..." și "spic-spic-pii-piu-piu" destul de explozive, și diverse note similare, inclusiv "ții-ți" în caz de neliniște și agresiune. În timpul paradei nupțiale masculul emite un ciripit de tonalitate joasă "ziddl ziiiiiiii"  sau "tri li li diiiii", iar femela răspunde cu "ziidl-ziidl-ziidl-ziidl" similar, dar cu o tonalitate mai joasă (uneori cu un "zzrrrii zrrrii…" mai rapid).
Femela la cuib poate scoate o notă șuierătoare explozivă puternică, probabil ca o reacție de apărare împotriva unui potențial prădător. Puii care au părăsit cuibul au un strigăt de contact "ții-ții-ții-ții-ții" puternic, de tonalitate înaltă sau un "ziker-ziker-ziker" mai accentuat, și un "zi-zi-zi" mai scurt.
Cântecul este aproape în întregime uniform în întreg arealul (dar în încercările de reproducere a unei înregistrări a cântecului, femela captivă a subspeciei cinereus nu a reacționat la cântecul subspeciei nominate, însă cântecul subspeciei cinereus a provocat un răspuns teritorial complet atunci când a fost interpretat subspeciei minor din sud-estul Rusiei). Cântecul teritorial al masculului este de obicei un "ți-țiu, ți-țin...", "țițițiu, țițițiu...", "tii-cer, tii-cer", "tiiciuuii tiiciuuii","ți-ți-daa ți-ți-daa" sau "zizibaa zizizbaa" sonor, ascuțit și ușor metalic, de obicei repetat de mai multe ori (excepțional, de până la zece ori). Există doar o ușoară variație geografică a cântecului, de ex. cântecul grupului cinereus pe tot cuprinsul Subcontinentului Indian, în Peninsula Malacca și în Indonezia  este un "ciu-a-ti, ciu-a-ti, ciu-a-ti", "suii-pepe-ti, suii-pepe-ti" sau "uiiter-uiiter-uiiter" și altele de acest gen; de asemenea, masculi au obișnuit cel puțin trei cântece cu tempo diferit. Cântecul femelei este foarte asemănător cu cel al masculului, dar este rar auzit.
Ambele sexe au un subcântec domol (interpretat de obicei din frunziș, aproape neaudibil, care poate fi auzit numai la o mică distanță).  Subcântecul este compus din note ciripitoare neregulate, auzit de obicei de la sfârșitul iernii până la începerea construirii cuibului sau plecarea puilor din cuib.

## Habitatul

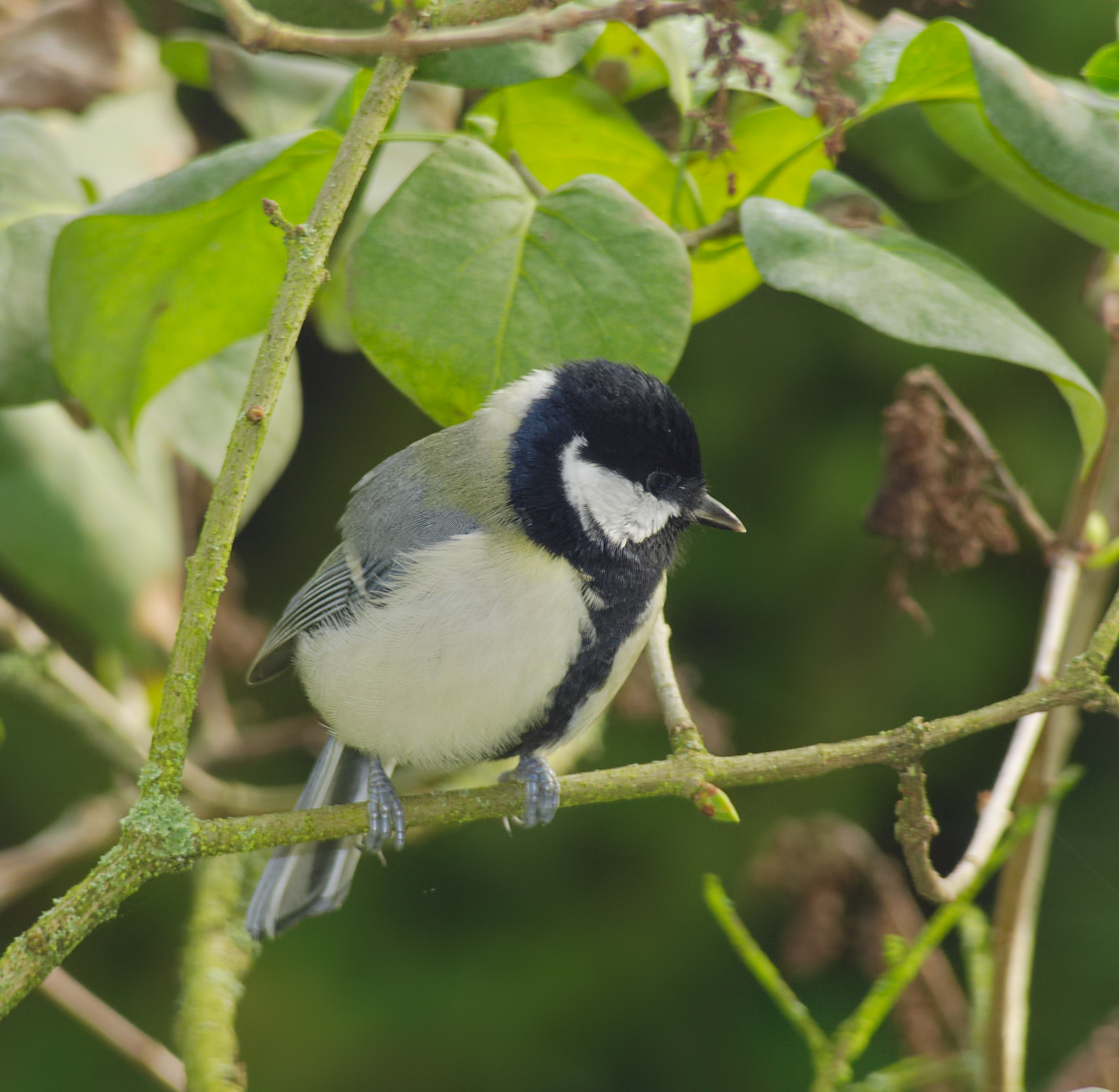
Piţigoiul mare într-un pom

Trăiește mai ales în pădurile deschise de foioase și mixte și la marginile sau în luminișurile pădurilor dese, inclusiv în pădurile de conifere și în taigaua boreală din nordul Siberiei. Este întâlnit în număr mare în plantații, garduri vii, livezi, parcuri, grădini (inclusiv în zonele urbane și suburbane), la marginile terenurilor agricole, în plantațiile de măslini și aproape în orice grup de arbori sau arbuști. În afara sezonului de reproducere este întâlnit într-o varietate mai mare de habitate, inclusiv în tufărișurile și arborii de pe marginea drumurilor și de pe malul apelor.
În România pițigoiul mare este răspândit în toată țara în zonele unde sunt copaci, de la nivelul mării până în zonele montane. Preferă zonele de câmpie și zonele colinare, dar apare și în zonele montane, în unele regiuni ajungând până la altitudinea de 1300 m. Este prezent în diferite tipuri de habitate, fiind cel mai puțin pretențios dintre speciile familiei. Populează în diferite tipuri de păduri (de foioase, mixte sau de conifere), în mod deosebit, pădurile ce au în compoziția lor arborii bătrâni cu scorburi și, dar frecventează și grădinile, livezile sau parcurile din interiorul localităților, acolo unde găsește scorburi sau cavități adecvate pentru cuibărit. Datorită utilizării pe scară largă a pesticidelor chimice în agricultură, foarte multe populații au suferit reduceri mari de efective. Raționalizarea și optimizarea aplicării pesticidelor va atrage după sine și creșterea abundenței acestei specii.
În Republica Moldova viețuiește pe întreg teritoriul ei. Populează diverse habitate forestiere atât naturale, cât și antropizate, cu arbori scorburoși, în care își amplasează cuibul: păduri, livezi, parcuri, grădini și alte spații verzi. Este una dintre speciile de păsări foarte răspândite în localități.

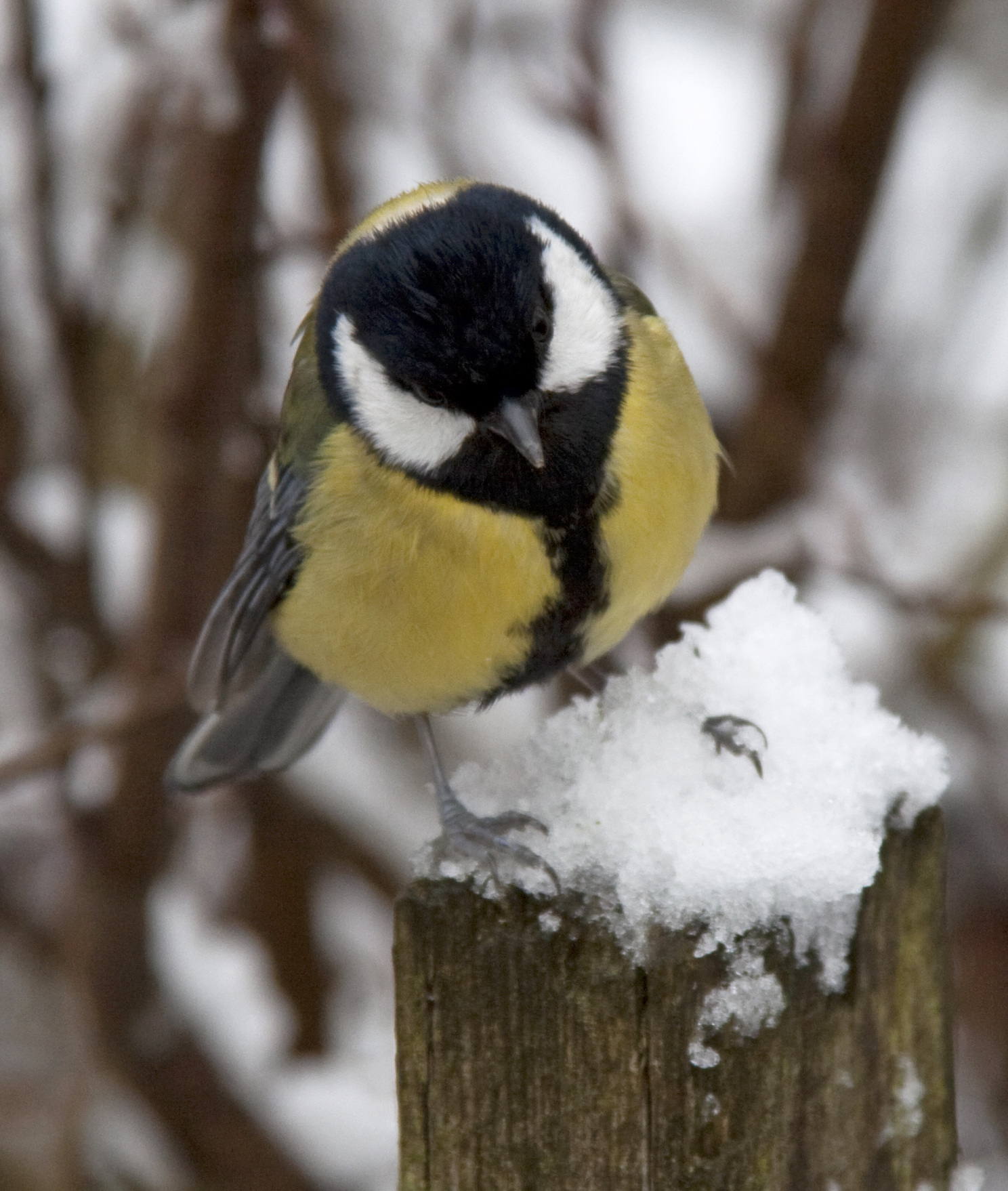
Piţigoiul mare iarna

În Europa preferă stejarii (Quercus). În Siberia, vestul Chinei și Mongolia trăiește în principal în desișurile și pădurile mixte riverane de mesteacăn (Betula) sau salcie (Salix), și în pâlcuri izolate de copaci din stepa deschisă, în jurul satelor și al altor așezări omenești, în Mongolia și cele din semideșertul deschis și în pădurile montane.

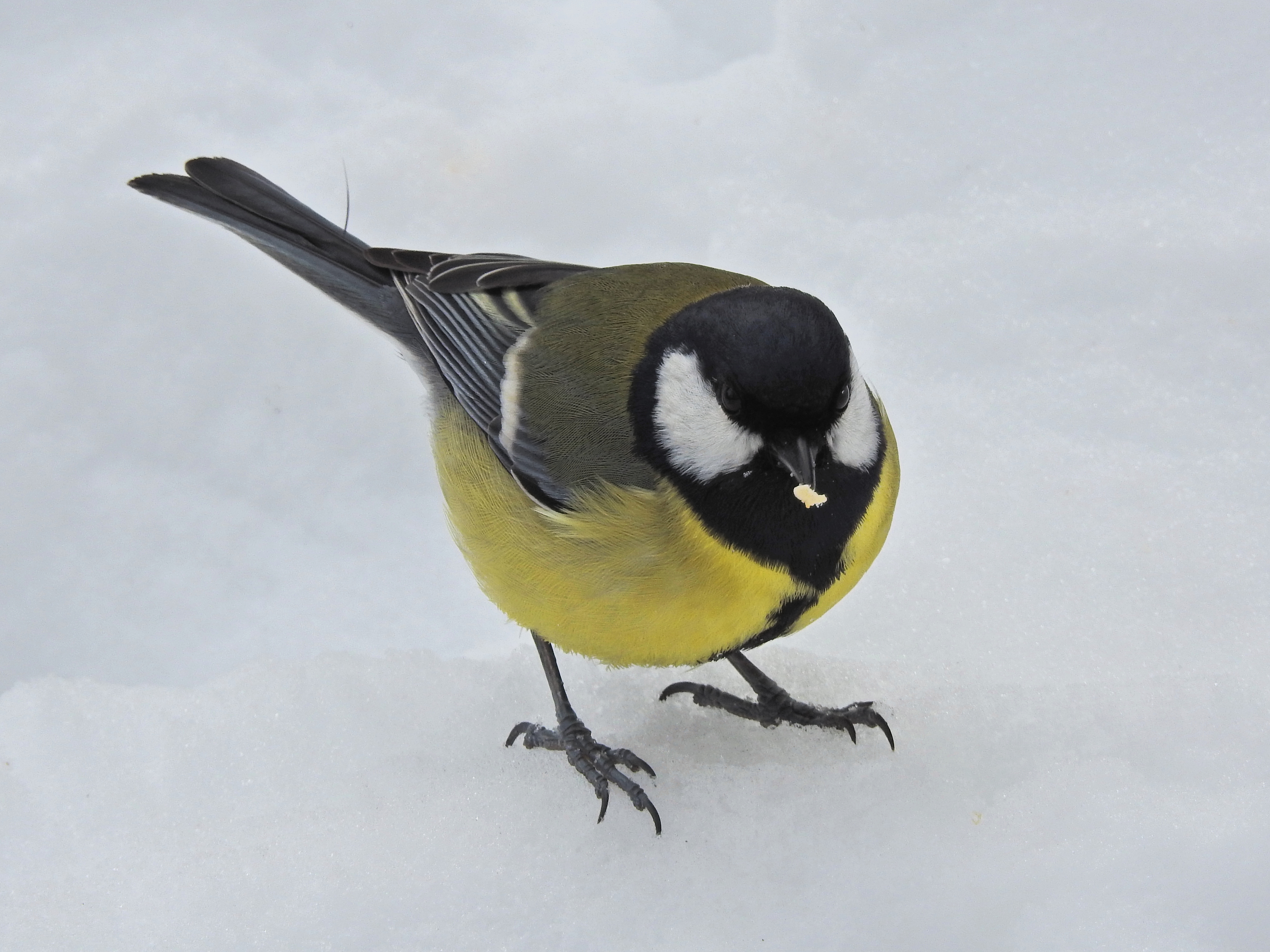
Piţigoiul mare pe zăpadă

În sud-vestul Iordaniei există o populație mică care trăiește în ienuperii (Juniperus) răzleți și în oleandrii (Nerium) de la marginile uedurilor. În nord-vestul Africii preferă stejarul de plută (Quercus suber), stejarul verde (Quercus ilex) și cedru de Atlas (Cedrus atlantica), se întâlnește în plantațiile de palmier în sudul Marocului. În vestul Pakistanului (în Belucistan) cuibărește în pădurile de ienupăr și pin (Pinus), dar în Himalaia mai ales în pădurile de foioase și mixte, preferând pădurile deschisă de stejar, dar și de castan sălbatic (Aesculus), pin și cedru de Himalaia (Cedrus deodar), iar spre est în nordul Pakistanului în pădurile de salul (Shorea) și în păduri mici de salcâm (Acacia), iar la altitudini mai înalte în livezi, plopi (Populus) și sălcii. În India peninsulară, vestul Myanmarului și nordul Tailandei este întâlnit în principal în pădurile aride de foioase, în pădurile mici sau în arborii răzleți din regiunile deluroase deschise, dar rareori în pădurile veșnic verzi (cu excepția nord-vestului Tailandei, unde preferă desișurile de pini din pădurile veșnic verzi). În nordul Laosului este întâlnit în pădurile de pin și în pădurile de foioase cu dipterocarp (Dipterocarpus) în sud. În Peninsula Malacca și Borneo este întâlnit numai în pădurile riverane și de pe țărm, în palmierii nipa (Nypa fruticans), în desișurile de casuarina (Casuarina) și în mangrove. În insulele Sondele Mari și Sondele Mici se întâlnește într-o mare varietate de păduri de foioase, conifere și secundare, inclusiv în tufărișurile montane și în pajiștile deasupra limitei superioare a pădurilor montane.
În Europa este întâlnit în principal în câmpie (rareori peste 500 m în Scoția), dar până la 1950 m în Elveția; în Orientul Mijlociu până la 1800 m în Liban și în nord-vestul Africii până la 1850 m. În nord-estul Afganistanului este întâlnit până la 1000-2600 m, iar în Himalaia mai ales la 1800 m, dar și la 1200-2440 m în nord-vestul Indiei (și la 3660 m în Chitral și Ladakh) și excepțional la 3050 m în timpul verii în Nepal, în general mai jos în estul Himalaiei (dar până la circa 1500 m în Arunachal Pradesh); în India peninsulară la 610-915 m Gații de Est și la 120-2285 m în Kerala, iar în Sri Lanka în principal  la 600-1770 m (sau mai jos în unele locuri); în centrul Chinei la 300-1650 m (majoritatea aproape de limita superioară, din cauza persecuției și a lipsei habitatelor de câmpie), dar în sud până la 4040 m în Regiunea Autonomă Tibet și până la 4420 m în Sichuan; la 500-1100 m în vestul Myanmarului (munții Victoria) și la 800-2135 m în nord-vestul Tailandei și la 2000 m în Sumatra și Java; în Sondele Mici, de la nivelul mării până la 930 m în Sumba, la peste 1000 m în Sumbawa, la 1400 m în Flores și la 2400 m în Lombok; în Japonia se întâlnește până la 1800 m, excepțional până la 2200 m.

## Hrana

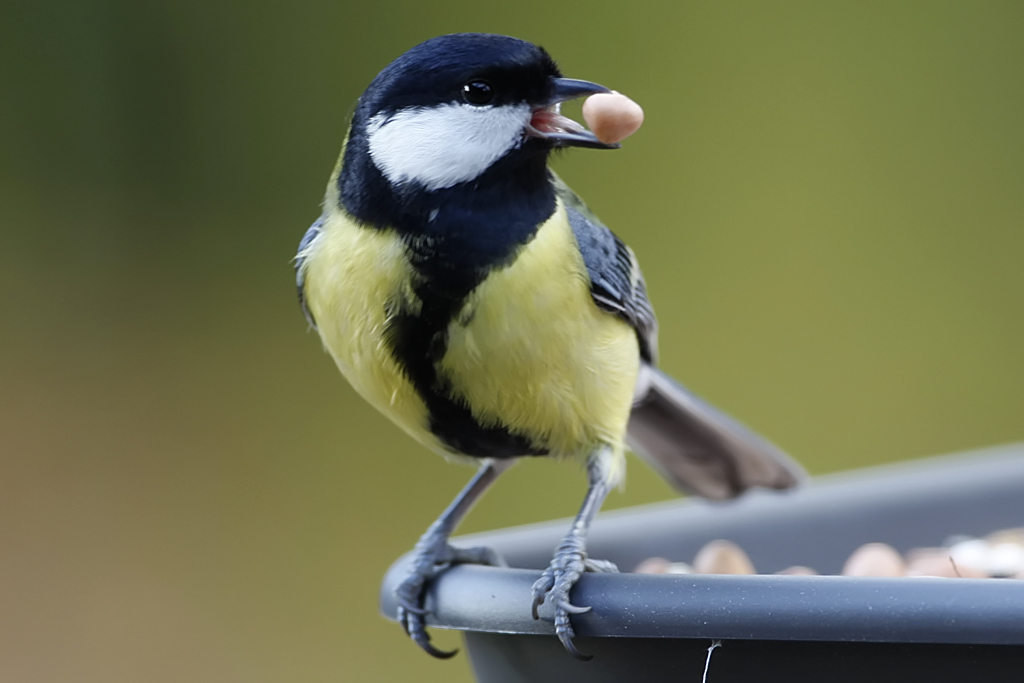
Pițigoiul mare cu o sămânță în cioc

Hrana pițigoiului mare este bine studiată. El se hrănește în perioada caldă a anului în principal cu ouă, larve, pupe și adulți de nevertebrate mici (de obicei până la 1 cm) fiind o specie predominant insectivoră, dar consumă și hrană de origine vegetală, precum mâțișori sau muguri. În timpul iernii hrana este compusă în primul rând din semințe (mai ales oleaginoase), pomușoare și fructe.

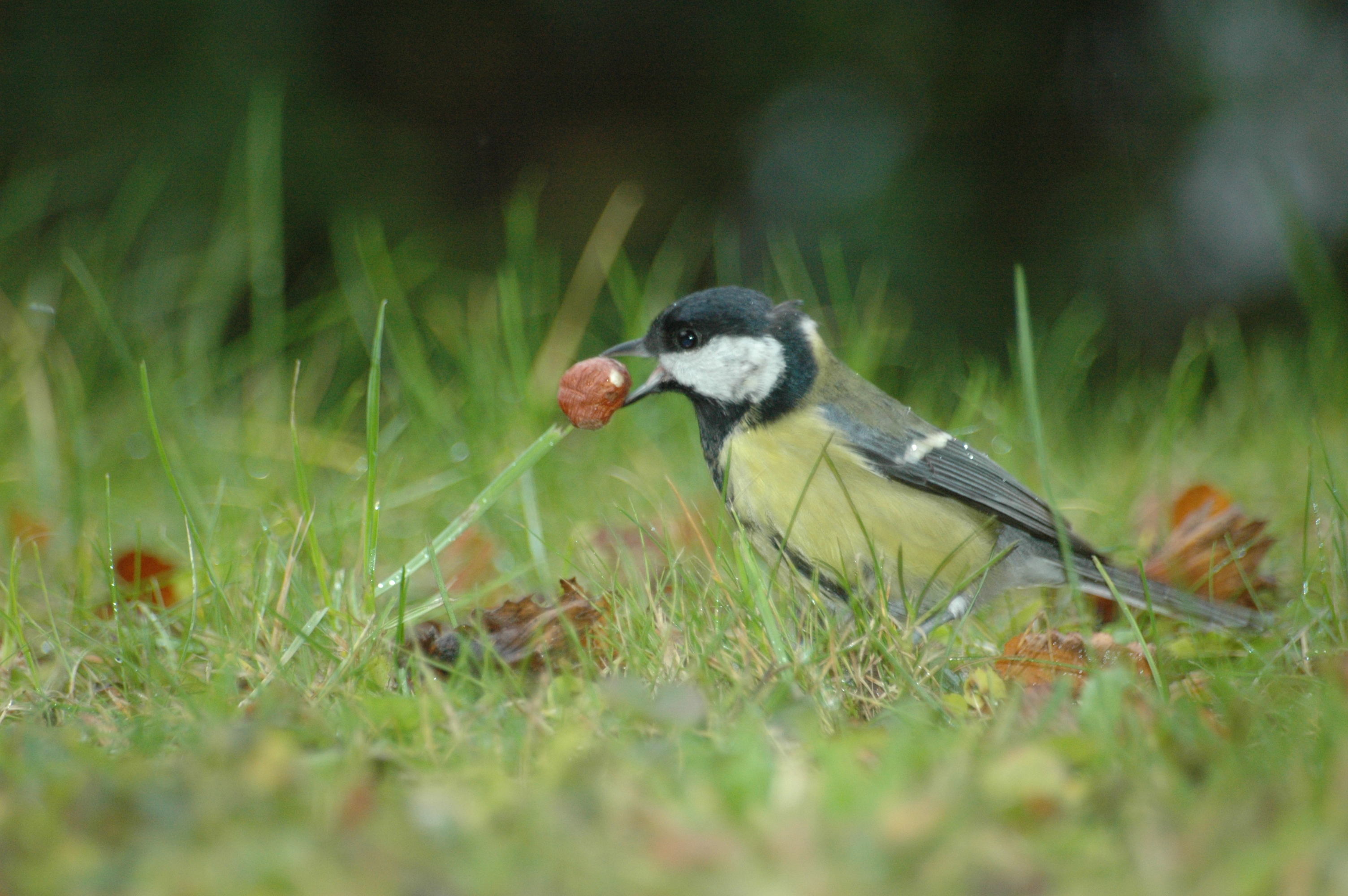
Pițigoiul mare hrănindu-se pe pământ cu semințe

Printre nevertebratele consumate se numără blatidele (Blattodea), lăcustele și greierii (Orthoptera), libelule zigoptere și libelule anizoptere mici (Odonata), neuropterele (Neuroptera), urechelnițele (Dermaptera), hemipterele (Hemiptera), inclusiv afidele (Aphidoidea), furnicile (Formicidae), diplopodele (Diplopoda), acarienii (Acari), moliile și fluturii (Lepidoptera), muștele (Diptera), trihopterele (Trichoptera), mecopterele (Mecoptera), albinele și viespile (Hymenoptera) de la care obișnuit îndepărtează acele veninoase, gandacii (Coleoptera), păianjenii (Araneae), opilionidele (Opiliones), melcii (Gastropoda), oniscidele (Isopoda). Au fost văzute cârduri de pițigoi mari care vânau regulat liliecii pitici (Pipistrellus pipistrellus) care hibernau într-o peșteră din Ungaria.
Pițigoiul mare consumă, mai ales în afara sezonului de reproducere, semințe și fructe, în principal cele ale arborilor și arbuștilor de foioase, în special semințe de fag (Fagus sylvatica) și de alun (Corylus avellana). Consumă și grăunți (mai ales de grâu și porumb) risipiți prin câmpuri, mănâncă și grăsimi, pâine, brânză, resturi menajere (inclusiv carne), arahide și semințe de floarea-soarelui de la hrănitoarele de păsări (în iernile severe se estimează că consumă o cantitate de semințe de floarea-soarelui echivalentă cu 44% din greutatea proprie). Consumă de asemenea nectar de lalea pestriță (Fritillaria) și de coacăz (Ribes) și sevă de nuc (Juglans) și viță de vie (Vitis).

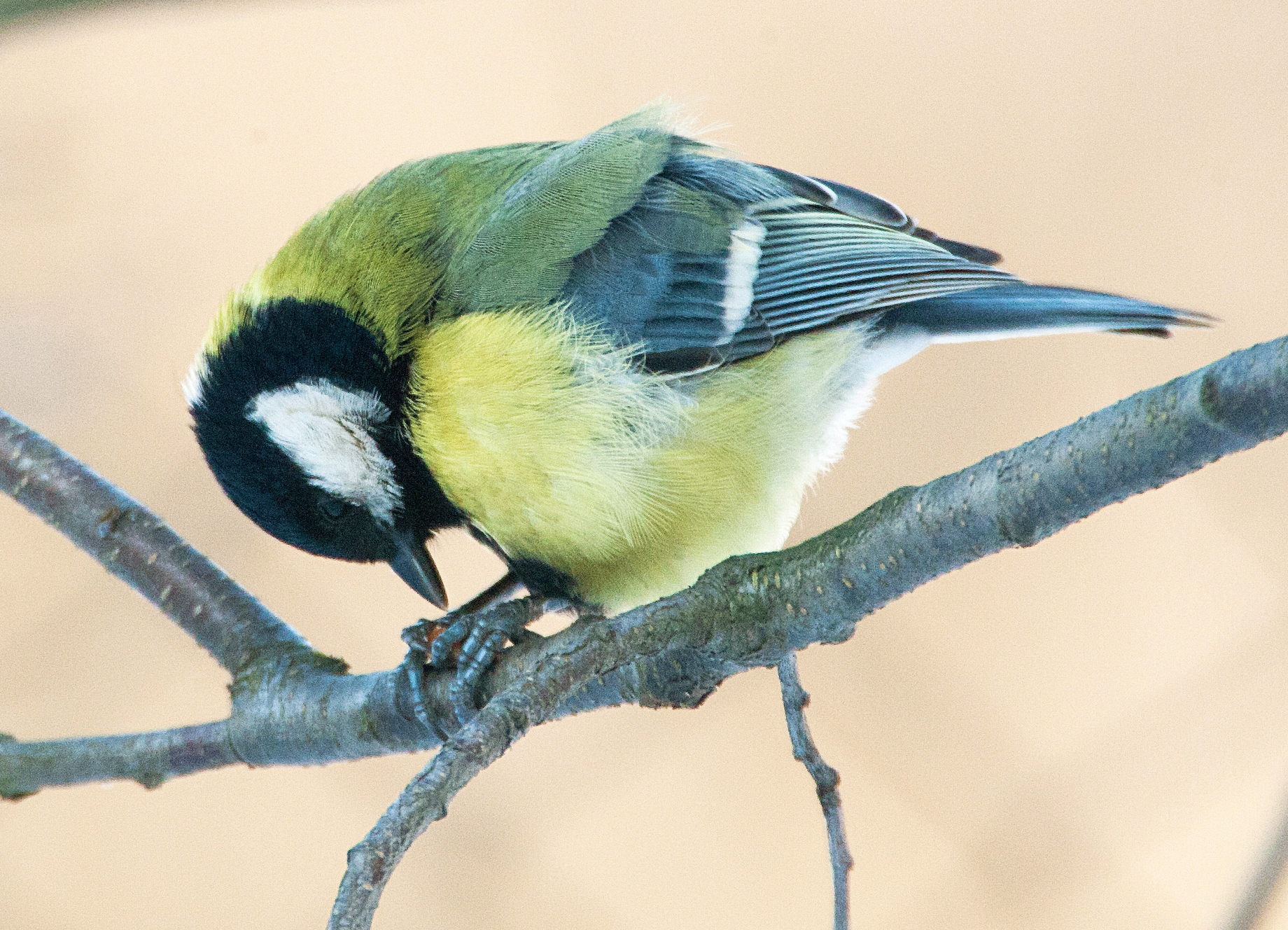
Pițigoiul mare ciocănind o sămânță pe care o ține cu picioarele

Puii din cuib sunt hrăniți mai ales (dar nu exclusiv) cu omizile fluturilor, în special în pădurile de foioase; în pădurile de pin, păianjenii, larvele de gândaci și simfite (Symphyta) formează o proporție mai mare a hranei puilor. În urma unui calcul făcut s-a constatat că o pereche de pițigoi aduc puilor la cuib în 18 zile aproape 28 000 de omizi.
Fiind o specie insectivoră, pițigoiul mare consumă în cantități mari diverși dăunători ai pădurilor - ouăle și larvele fluturilor, trombari și alți gândaci de talie mică, ploșnițe, himenoptere etc. După aportul său în distrugerea speciilor fitofage de nevertebrate, pițigoiul mare este considerat printre speciile de păsări cele mai folositoare ale pădurilor. Același rol benefic de reglare a dăunătorilor este realizat de pițigoi și iarna, când distrug pontele insectelor fitofage.

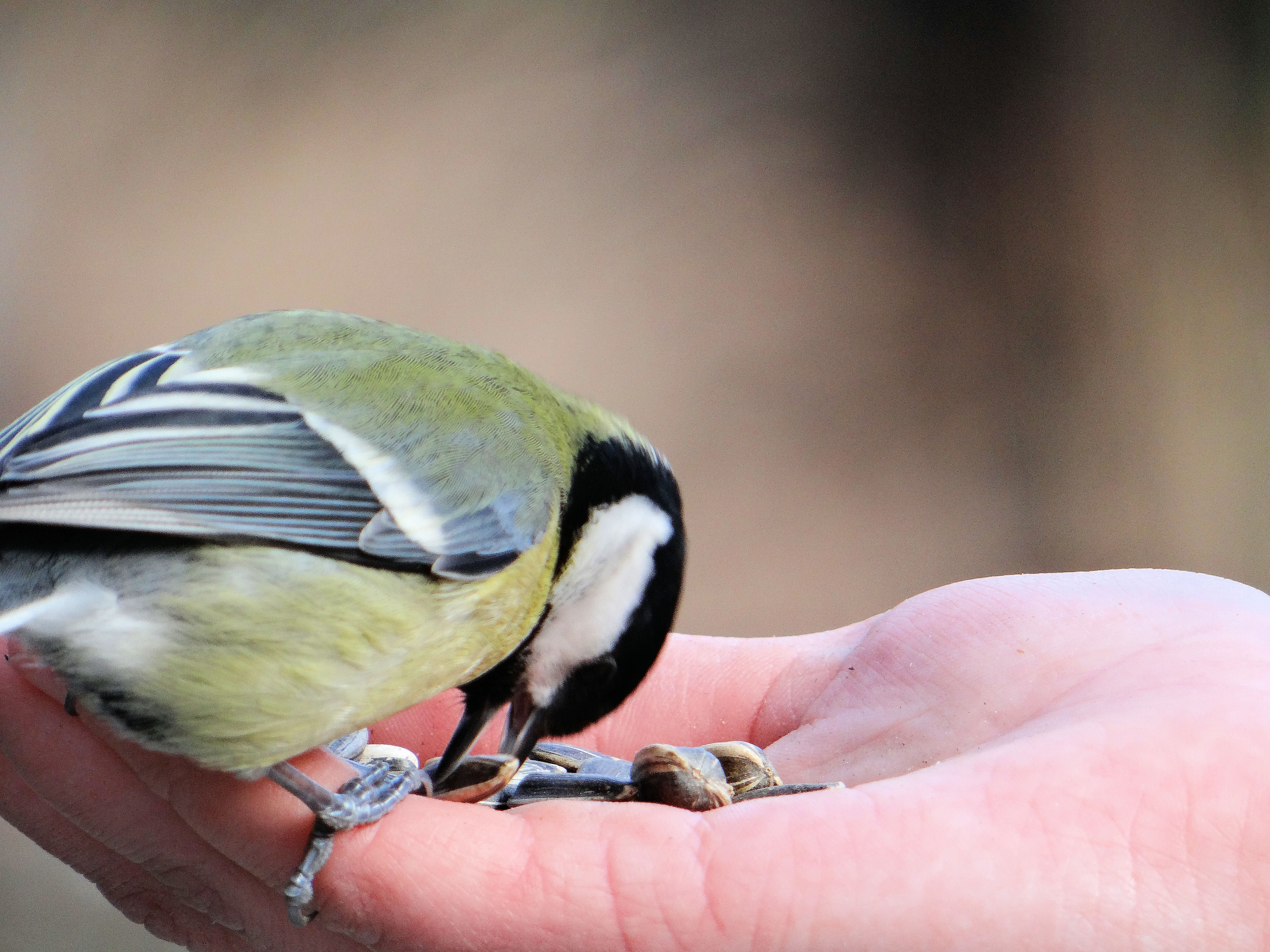
Piţigoiul mare hrănindu-se în mână

În Republica Moldova în sezonul de cuibărit hrana principală a pițigoiului mare este compusă din insecte fitofage - aproximativ 88%, insecte răpitoare - 5%, hrană vegetală - 4,1%. În timpul iernii în hrana pițigoiului mare proporția hranei vegetale crește. Averin și Ganea într-un studiu a conținutului a 176 stomacuri și esofaguri ale pițigoiului mare, au constatat că insectele dăunătoare reprezintă 88,5%, insectele folositoare - 5,7%, iar cele neutre - 5,7%. Printre hrana vegetală găsită în stomacul pițigoiului mare, se numără semințele de floarea soarelui, cânepă, mac, boz, mere, pere și plante sălbatice. Dintre insecte primul loc îl ocupă fluturii (37,1%), urmați de gândaci (26,3%), ploșnițe (5,2%), himenoptere (4,1%) și alte insecte. Printre insectele dăunătoare cu care se hrănesc pițigoii mari se numără: fluturele auriu (Euproctis chrysorrhoea), omida păroasă a stejarului (Lymantria dispar), inelarul (Malacosoma neustria), cotarul verde (Operophtera brumata), nălbarul (Aporia crataegi), molia frunzelor de măr (Hyponomeuta malinella), gărgărița cenușie (Peritelus sphaeroides), gărgărița frunzelor (Coenorrhinus pauxillus) și altele.
Pițigoii mari se adună adesea în locuri unde se îngrămădesc insectelor dăunătoare, distrugând o mulțime a lor. De ex., în primăvara anului 1953 aproape de Bălți omizile fluturelui auriu (Euproctis chrysorrhoea) într-o livadă de 2 hectare au distrus aproape toți mugurii și frunzele pomilor fructiferi (mai ales ale merilor și perilor). În al doilea an împotriva acestor dăunători nu a fost luată nici o măsură, cu excepția că au fost instalate 15 cuiburi artificiale, din care numai 10 au fost ocupate de pițigoii mari, iar în restul s-au instalat vrăbiile. Ca rezultat  al activității păsărilor, numărul dăunătorilor a scăzut brusc. Fiecare pereche de pițigoi a adus zilnic puilor lor din cuib aproximativ 450 de omizi și alte insecte dăunătoare, ceea ce a avut un efect favorabil asupra stării arborilor, care în 1954 au avut frunze normale, iar unii au făcut fructe.
Pițigoiul mare este de mare ajutor nu numai în timpul perioadei de vegetație a plantelor, dar și în timpul iernii. G. A. Paterilo a observat în 1955, într-o livadă de 5-6 hectare din filiala Călărași a sovhozului "Paulești", că pițigoii (pițigoiul mare și pițigoiul albastru) au distrus 83,95% din cuiburile nălbarului (Aporia crataegi), iar în 1956 în acelaș loc a găsit că 96,98% din cuiburile de hibernare ale acestui dăunător erau goale. Meritul în distrugerea lor s-a datorat a 4-5 perechi de pițigoi, care a  echivalat cu lucrul a cel puțin 50 de oameni.

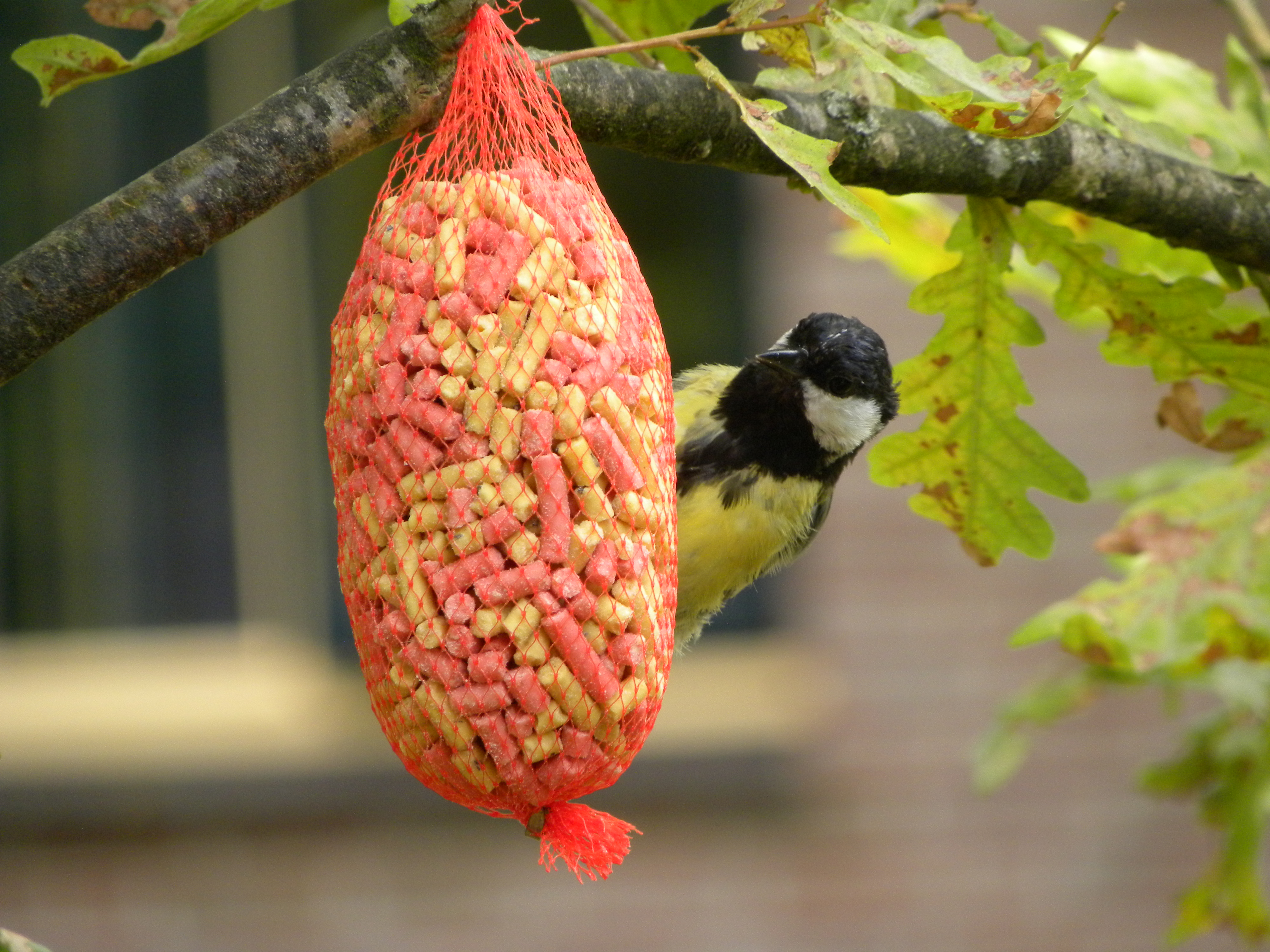
Pițigoiul mare la o hrănitoare de păsări

Pițigoiul mare nu își face provizii de hrană, dar poate fura din proviziile ascunse al altor specii de pițigoi care depozitează hrana, de ex., cele ale pițigoiului de brădet (Periparus ater) și pițigoiului sur (Poecile palustris).
Pițigoiul mare este foarte inteligent și învață rapid, în special de la partenerul sau de la alți indivizi din cârd, unde să găsească hrana ascunsă de alte specii de pițigoi. Este una dintre puținele specii de păsări care folosesc o unealtă pentru obținerea hranei - ține un ac de conifere în cioc cu care scoate larvele din găurile copacilor. Studiile experimentale au arătat că el poate utiliza substanțele volatile ale plantelor induse de animalele erbivore ca stimuli olfactivi pentru a găsi larvele insectelor. La fel ca și pițigoiul albastru (Cyanistes caeruleus), este vestit în Marea Britanie și în alte părți ale Europei pentru obiceiul său dobândit de a găuri capacele sticlelor de lapte, puse la vânzare pe pragul ușilor, pentru a sorbi frișca laptelui.
Semințele, în special cele cu coajă tare, nucile și alunele, pe care pițigoiul mare adesea le adună și mănâncă pe ramuri, sunt ținute de el strâns cu piciorul (sau picioarele) și ciocănite rapid cu ciocul până când se face o gaură prin care scoate miezul lor; unele semințe, mai ales cele mari, le fixează în scoarța  copacului înainte de a le deschide.

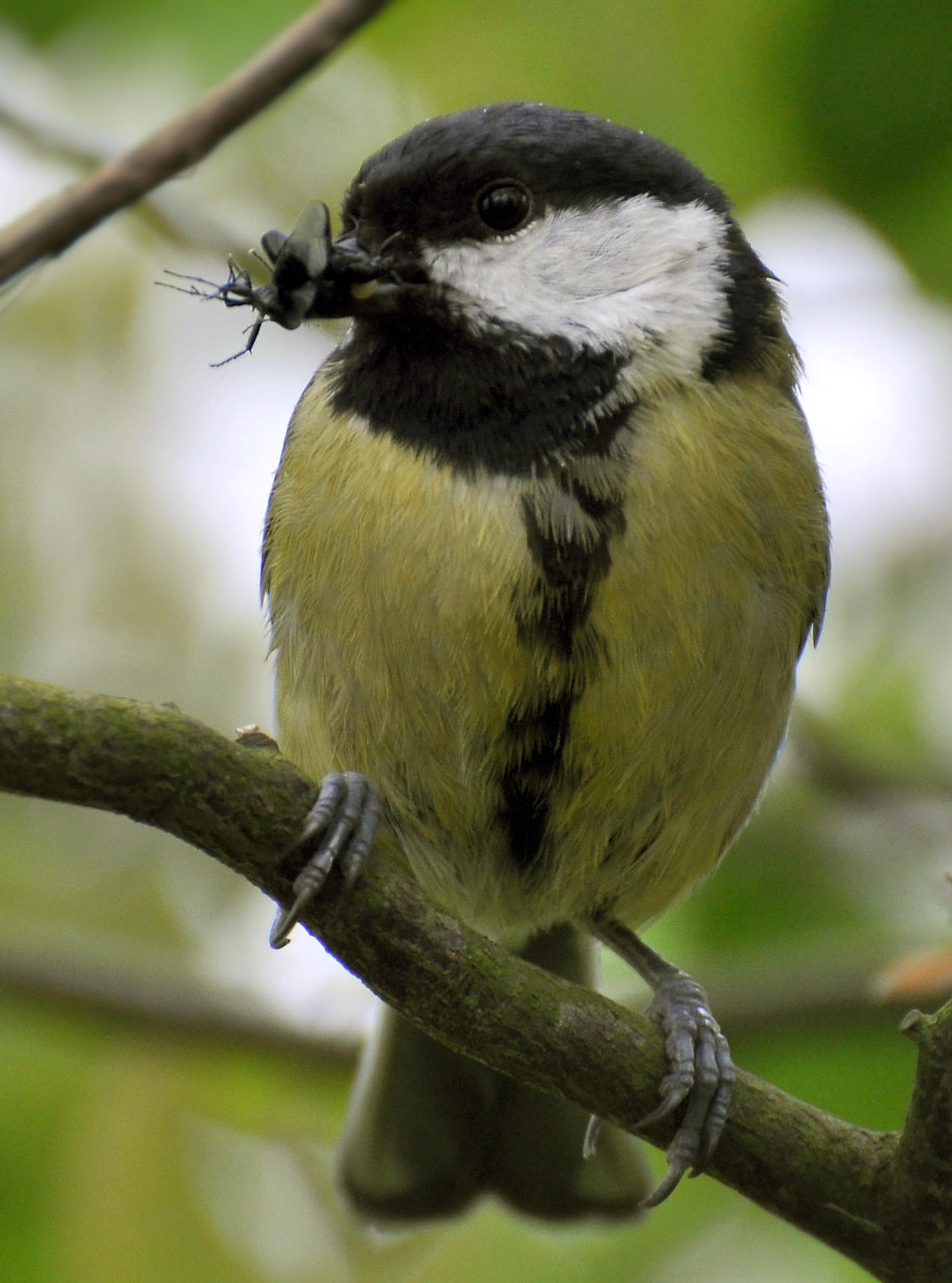
Piţigoiul mare cu o insectă în cioc

Pițigoiul mare își procură hrana prin toate etajele copacilor, dar de obicei evită părțile cele mai înalte a coronamentului. Cel mai adesea caută hrana în etajele mai joase ale copacilor, unde culege hrana printre frunziș, de pe crengi și tulpini, dar și în arbuști și în subarboretul înalt. Mai ales masculii în afara sezonului de reproducere își procură hrana și pe pământ, unde culeg nevertebrate și semințe și bobițe căzute. Uneori planează pe loc câteva clipe, dar rareori urmărește insectele în zbor. Frecvent pițigoii mari se asociază cu alte specii de pițigoi în căutarea hranei. Iarna o parte din ei vin în localități și se hrănesc cu resturi menajere sau la hrănitorile păsărilor domestice. Este un vizitator comun la hrănitoarele de păsări din grădini. La sfârșitul primăverii și vara pițigoii mari culeg hrana numai pe arborii de foioase; toamna și iarna ei vizitează și arborii de conifere, căutându-și hrana în subarboret și tufăriș, adesea cotrobăiesc în stratul de iarbă și în litieră, iar iarna - în zăpadă.
Averin și Ganea au observat că în prima jumătate a anului pițigoii mari caută hrana numai pe crengile mari și pe trunchiurile copacilor. La începutul verii se hrănesc în principal cu omizi, culegându-le de pe mijlocul trunchiului, iar toamna se hrănesc în diferite etaje ale copacilor, în funcție de abundența hranei în ele, la începutul iernii preferă să se hrănească pe copacii înalți, mai ales în vârfurile coroanele lor.

## Comportamentul

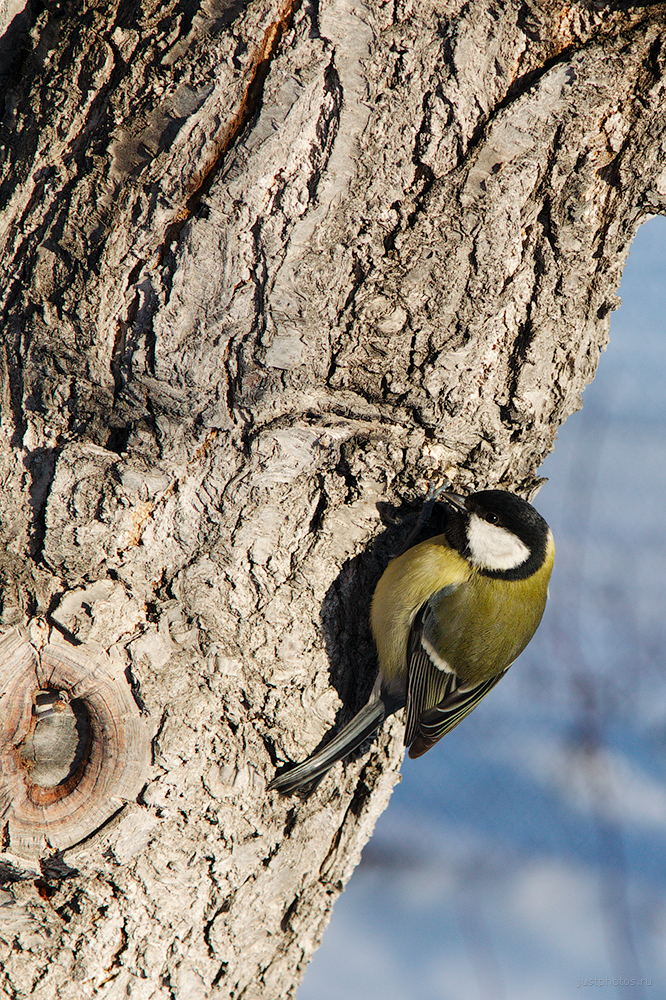
Piţigoiul mare se caţără pe o tulpină

Pițigoiul mare nu șade locului nici o clipă, este veșnic în mișcare: sare de pe o creangă pe alta, agățându-se cu un picior sau cu ambele picioare, adesea atârnă pe capătul unei ramuri subțiri cu spatele în jos spre pământ și chiar cu capul în jos, se deplasează în sus pe trunchiul copacului cu ajutorul aripilor și cozii, zboară neîncetat dintr-un loc în altul, iar când găsește hrana o  ciupește cu ciocul, ținând-o cu piciorul de o ramură. E o minune să-l vezi stând de tot liniștit, fără să-și sucească măcar capul în toate părțile. Curajos, uneori foarte îndrăzneț, vine să ia semințe din palmă. Are zborul ondulat, cu bătăi frecvente din aripi.
Poate fi întâlnit singur sau în perechi, de asemenea în grupuri, toamna adesea în grupuri mari formate numai din juvenili, iar în timpul iernii în căutarea hranei se adună în grupuri de până la 50 de indivizi (care includ păsările tinere de un an și adulții), ca parte a unui cârd mixt cu alte specii. În cârdul format numai de indivizii acestei specii domină masculii, iar ierarhia masculilor depinde de regulă de proximitatea teritoriului ocupat de ei, de obicei proprietarul teritoriului este cel mai dominant; dominația în cârdurile de iarnă crește probabilitatea de supraviețuire în timpul iernii.
Este o specie teritorială, mărimea teritoriului ocupat de o pereche este variabil, de la 0,5 ha până la 3,6 ha. Limitele teritoriului ocupat sunt stabilite de obicei până la sfârșitul lunii ianuarie și apărate printr-un comportament agresiv de la sfârșitul iernii până la începutul primăverii (mai ales față de intrușii din primul an de viață), apărarea teritoriului ocupat de obicei slăbește după terminarea depunerii pontei, dar în unele zone menținerea teritoriului ocupat poate fi esențială pentru o reproducere eficace. În sudul arealului (Israel) este teritorial pe tot parcursul anului și nu formează cârduri.
Pițigoii mari au un cusur; sunt răutăcioși cu cei mai slabi decât dânșii. De cei mari fug; pe cei mai mici îi urmăresc, îi cicălesc mereu și nu rareori îi omoară, mâncându-le creierul. Această pasăre puternică în perioada de cuibărit uneori omoară păsările mici, găurindu-le craniul cu lovituri a ciocului, printre aceste victime se numără muscarii negri (Ficedula hypoleuca) și alte păsări mici care își fac cuibul în scorburi atunci când încearcă să ocupe scorbura în care se află cuibul pițigoiului mare; însă adesea pasărea care a intrat în scorbura pițigoiului reușește să scape de stăpân, alegându-se cu o frică sau cu o chelfăneală bună.

## Reproducere

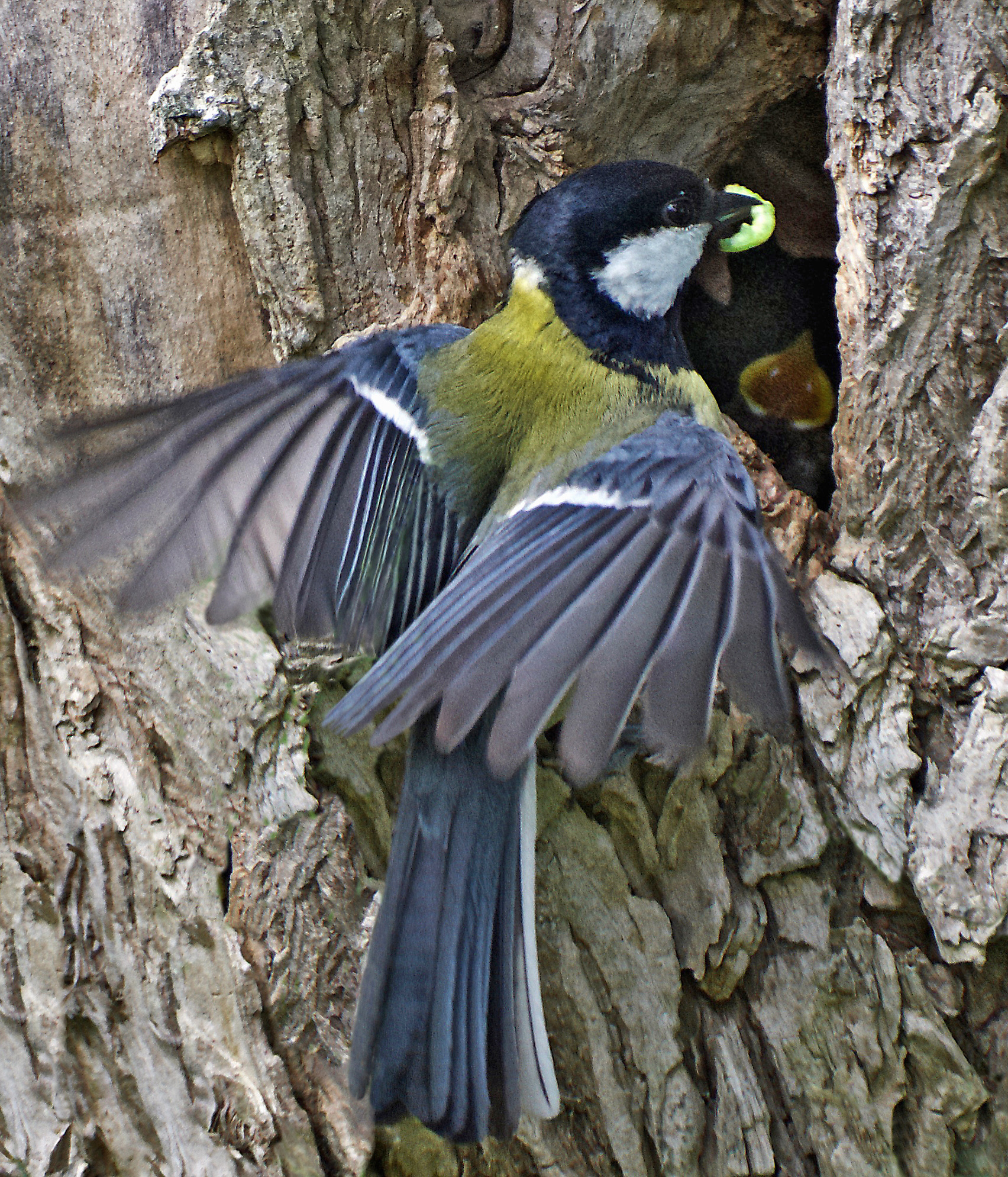
Pițigoiul mare aducând o omidă puilor din cuib. Cuibul este amplasat în scorbură unui copac.

Pițigoiul mare este o specie monogamă, rareori poligamă. Perechile formate rămân împreună în timpul sezonului de reproducere, și se pot reface toamna sau în următorul sezon de reproducere (dacă ambii parteneri încă trăiesc).
În timpul paradei nupțiale masculul stă cocoțat pe o ramură orizontală puțin mai sus decât femela sau se mișca prin salturi cu aripile ușor ridicate și desfăcute, coada ridicată și parțial răsfirată, uneori ridică și coboară coada și bate tremurător din aripi în timp ce cântă un tril ciripitor, apoi ambele păsări zboară cu bătăi superficiale ale aripilor sau zboară planând spre locul scorburii inspectând potențialul loc al cuibului. Masculul hrănește femela în mod ritual, care stă ghemuită pe o creangă, bate tremurător din aripi și cerșește mâncare de la partenerul ei, strigătele de cerșit ale femelei se intensifică la începutul depunerii pontei, la începutul incubației și înainte ca puii să părăsească cuibul. Masculul este foarte zgomotos, în special în perioada ritualului nupțial, când sunetele sunt folosite pentru marcarea teritoriului și atragerea partenerului.

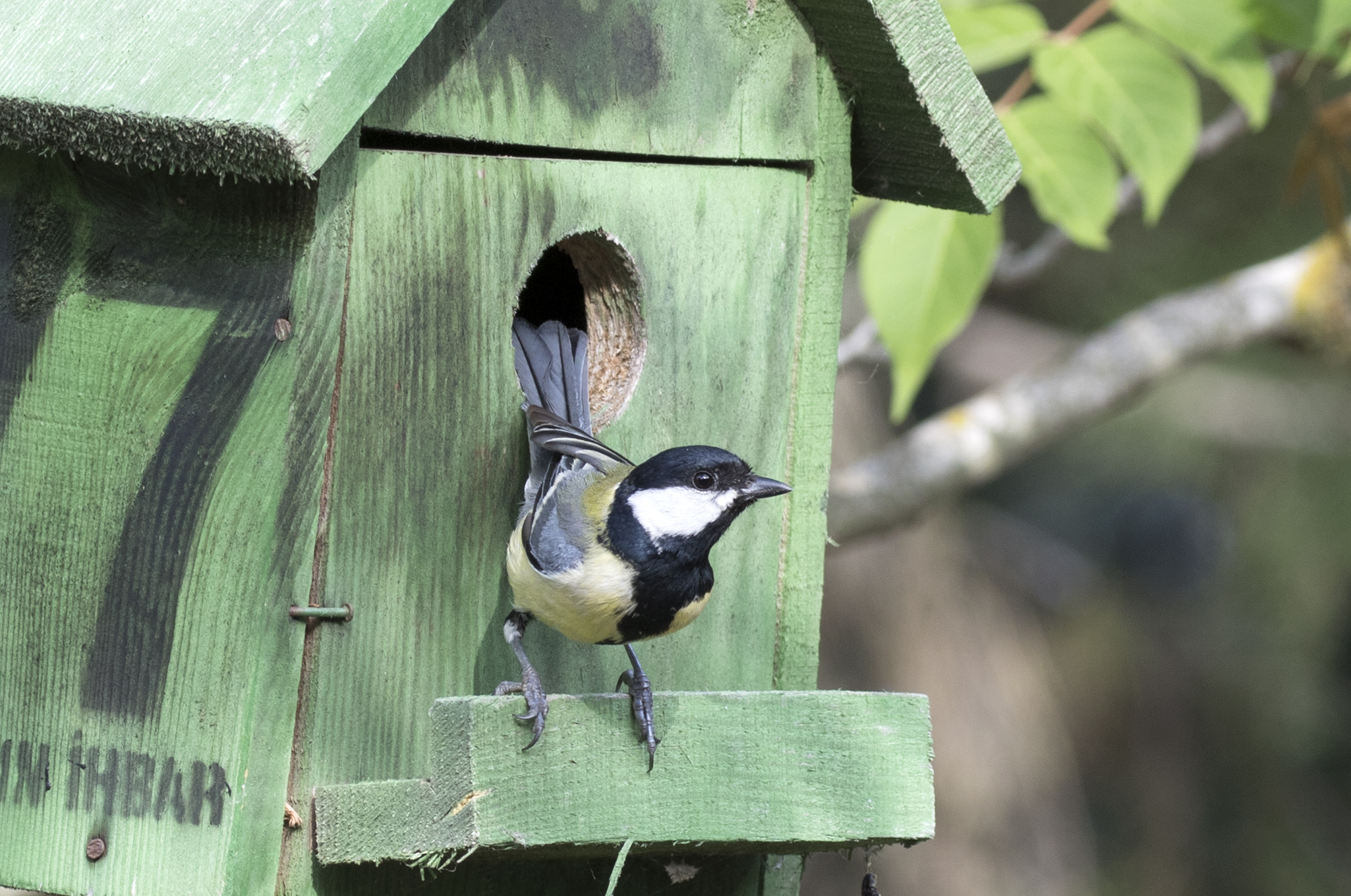
Frecvent cuibul este amplasat în cuiburile artificiale

În general pițigoiul mare este un cuibăritor solitar, dar perechile cuibăresc uneori foarte aproape unele de altele, de ex. simultan în cuiburi artificiale aflate la o distanță de 3-4 m unul de celălalt în același copac. După alegerea locului, femela construiește un cuib voluminos format din fibre vegetale, mușchi, licheni, rădăcinuțe, frunze, diferite tulpini de graminee care le fixează între ele cu puf și pânză de păianjeni. Interiorul cuibului îl căptușește cu puf vegetal, lână, păr de la animale și uneori cu ceva pene. Cuibul este amplasat în scorburi de copaci, uneori în gaura unui perete sau unei clădiri, sau în crăpături mari în pereți stâncoși sau maluri lutoase înalte, în diferite obiecte cu utilizare gospodărească abandonate (cratițe, oale, stropitori, căni mari, coșuri ș.a.) care sunt atârnate pe câte un suport înalt etc. În apropierea caselor poate să-și instaleze cuibul în orice loc ascuns, precum căsuțele poștale, ghivecele de flori sau țevile gardurilor metalice. Excepțional cuibul este amplasat în cuiburile vechi de veveriță, în cuiburile nefolosite al altor păsări sau în vegetația încâlcită deasă. Uneori cuibul este amplasat (în special la grupul cinereus) în galeriile rozătoarelor, iar în estul arealului adesea într-o gaură de pe mal sau în pământ. Înălțimea la care-și instalează cuibul variază de la 1 m până la 7—8 m. Frecvent cuibul este amplasat în cuiburile artificiale pe care le folosesc an de an. Cuiburile artificiale adesea sunt folosite preferențial față de scorburile naturale; în unele cazuri întreagă populație este dependentă de disponibilitatea cuiburilor artificiale. Dionisie Linția scrie că a observat un caz foarte curios de cuibărit pe care a avut ocazia să-l vadă în vara anului 1929, la casa pădurarului dela Macedonia-Rudna, jud. Timiș, unde o pereche de pițigoi mari și-au făcut cuibul într-un ulcior spart, agățat într-un par din gardul curții, abia la 8-10 pași înaintea ușii locuinței pădurarului.

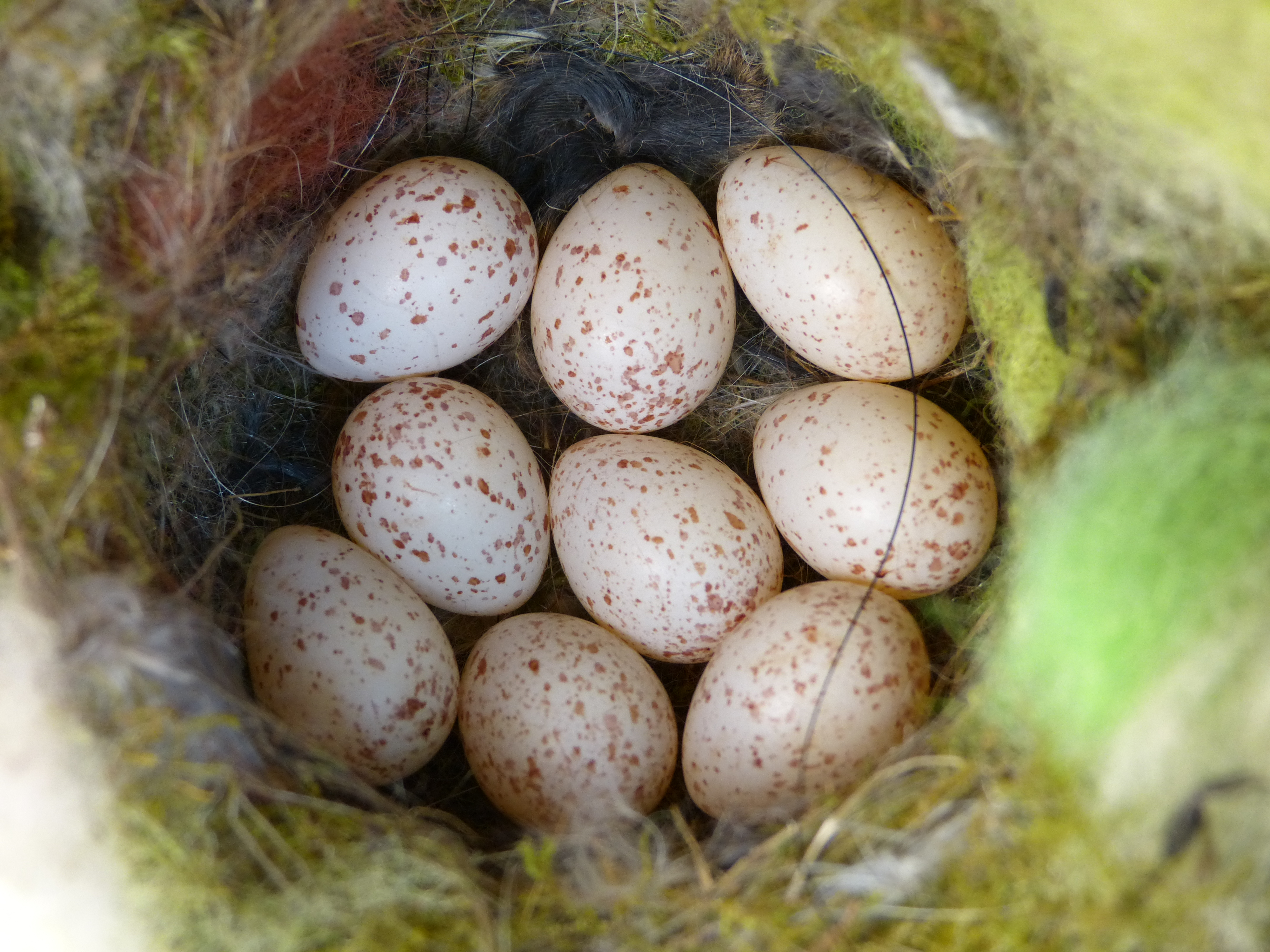
Ouăle în cuib

Sezonul de reproducere are loc în principal de la sfârșitul lui ianuarie până în septembrie (în vestul Palearcticului depune ponta de la sfârșitul lui martie până în iulie), iar în Israel unele perechi după năpârlirea post-reproductivă depun excepțional o pontă și în octombrie - decembrie. Începutul depunerii pontei este de obicei puternic influențat de intensitatea luminii solare, de temperatura din timpul zilei, de abundența hranei suplimentare, de altitudine și de vârsta femelei. Se reproduce pe tot parcursul anului în Java, cu maximul în aprilie-iunie.

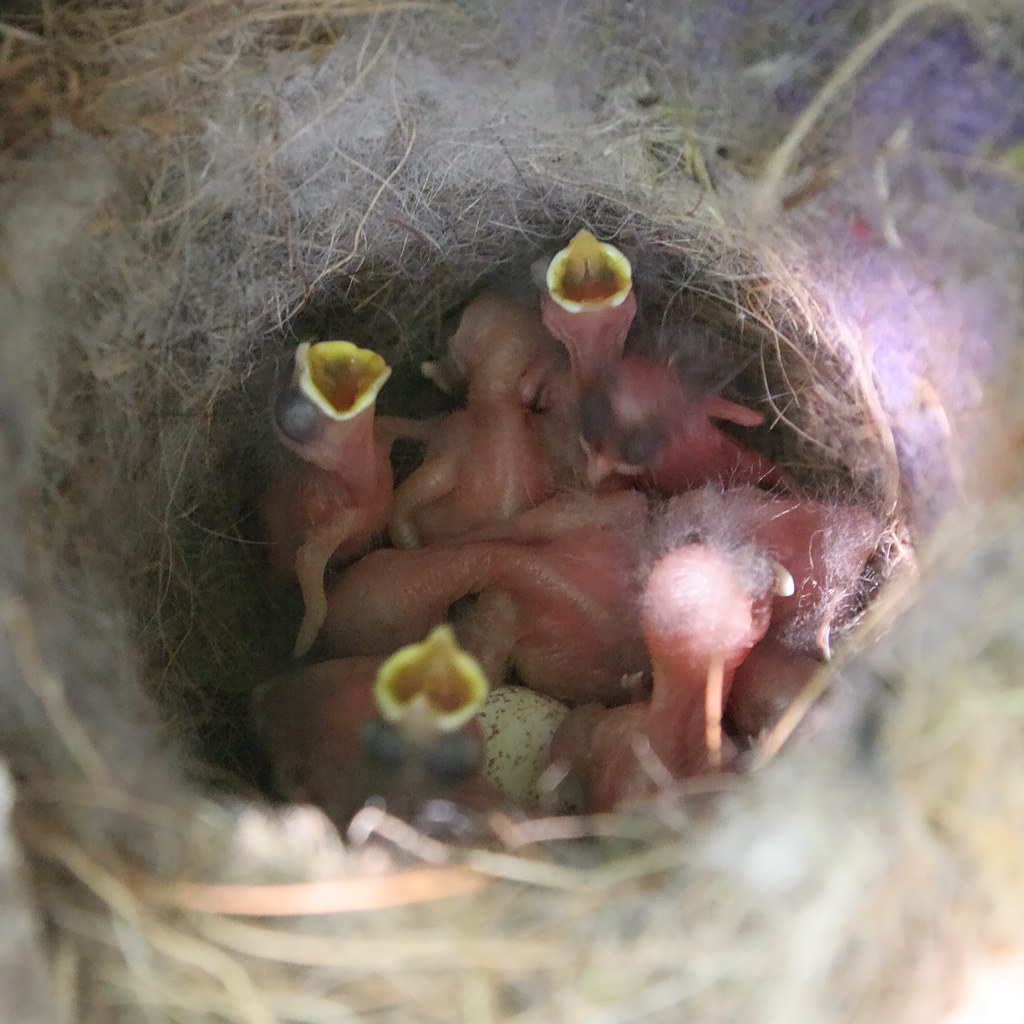
Puii în cuib cerșind mâncare

De obicei depune două ponte pe an (mai rar în pădurile de foioase), a doua pontă este depusă în altă scorbură situată lângă prima  (la o distanță de până la 200 m de prima scorbură), rareori a doua pontă este depusă în același loc, a treia pontă este depusă foarte rar. Ponta constă în general din 5-12 (frecvent 9) ouă, mai puține în a doua pontă, iar în unele regiuni uneori mai multe, până la 18. În Europa depune de obicei două ponte: prima, formată din 9-15 ouă,  în luna aprilie; a doua, din 7-11 ouă, în iunie. Ouăle sunt albe și mate, cu puncte și pete roșietice.
În România spre sfârșitul lunii martie în zonele de câmpie, iar în prima jumătate a lunii aprilie în zonele montane, femela depune prima pontă formată din 8-12 ouă, a 2-a pontă pe care o depune în iunie este formată numai din 6-8 ouă, iar în cazul când depune și a 3-a pontă numărul de ouă nu depășește 8.
Incubația este asigurată numai de către femelă, care este hrănită la cuib de către mascul, clocitul adesea începe la câteva zile (excepțional la o săptămână) după depunerea ultimului ou sau poate începe cu trei zile înainte de depunerea ultimului ou, durata incubației este de 12-15 zile (obișnit13-14 zile).
Puii de tip nidicol, sunt hrăniți de ambii părinți, consumul zilnic de alimente a puilor din cuib este de circa 6-7 g, dar variază în funcție de disponibilitatea alimentelor (consumă mai puțin în zilele friguroase și ploioase), ei pot supraviețui și părăsi cuibul consumând zilnic mai puțin de 3,2 g de hrană pe zi, puii din prima pontă consumă mai mult decât cei din a doua pontă. Pițigoii au cuibul în permanență curat, deoarece adulții cară excrementele puilor. Puii părăsesc cuibul după 16-22 zile de zile (de obicei 20-22 de zile) de la eclozare nefiind încă perfect apți de zbor, de aceea părinții îi mai hrănesc încă o perioadă. Ei devin complet independenți numai după 8-14 zile de la plecarea lor din cuib, dar adesea sunt apărați și hrăniți de către ambii părinți (mai ales de către mascul) în continuare timp de 25 de zile sau chiar mai mult, iar cei din a doua pontă pot fi hrăniți timp de până la 50 de zile.

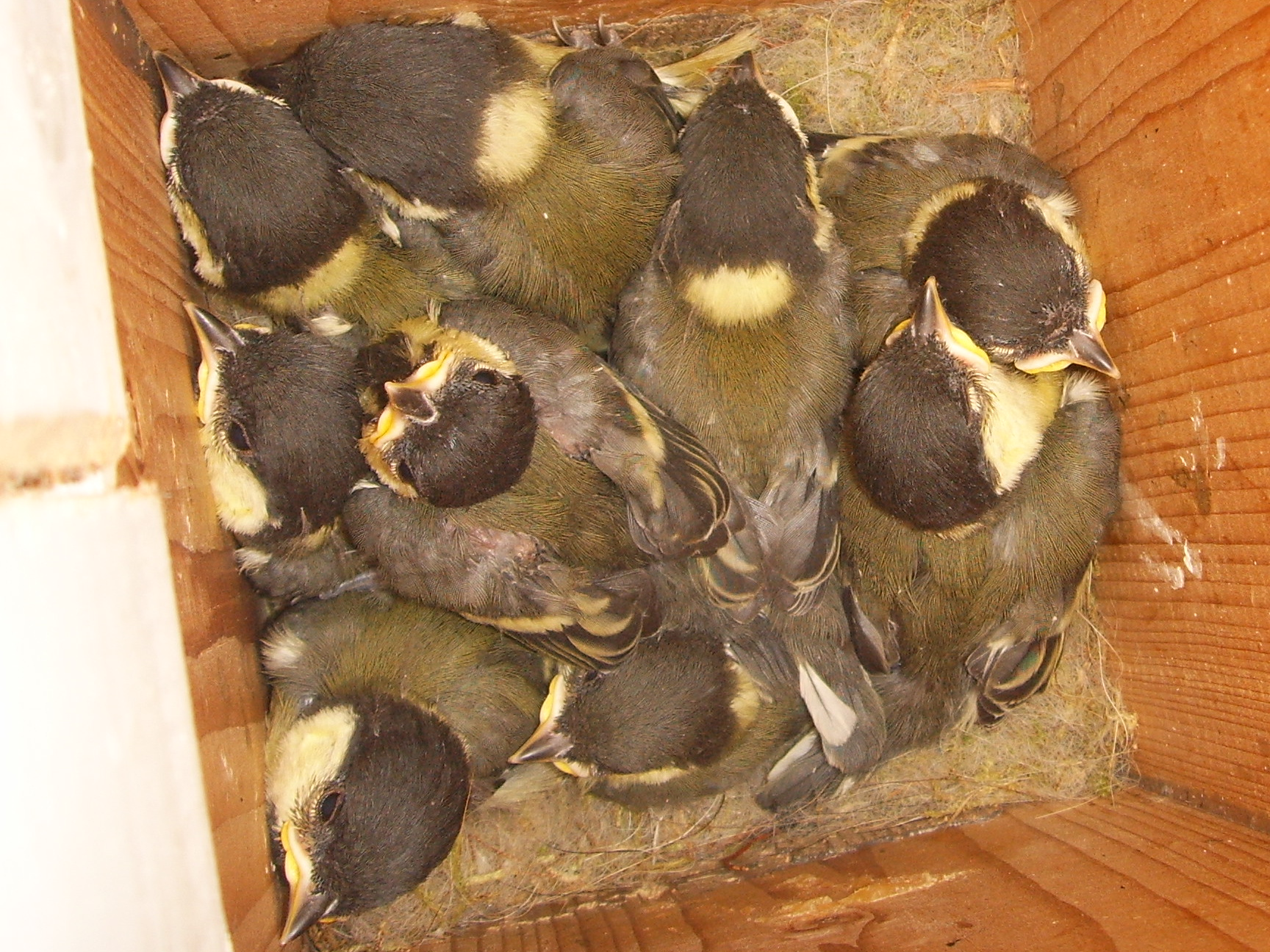
Puii mai mari în cuib

Succesul reproductiv este variabil și depinde de mai mulți factori, inclusiv de vârsta adulților, rata prădării, înfometare, schimbările climatice, perioadele geroase din timpul iernii sau ploile prelungite din timpul verii.
Vârsta masculului influențează numărul de pui care au părăsit cuibul, vârsta femelei influențează data depunerii ouălor și mărimea pontei. Perechile stabile au pontele mai mari și o rată a succesului reproductiv mai mare decât perechile care cuibăresc pentru prima dată, chiar și atunci când un partener a cuibărit mai înainte.

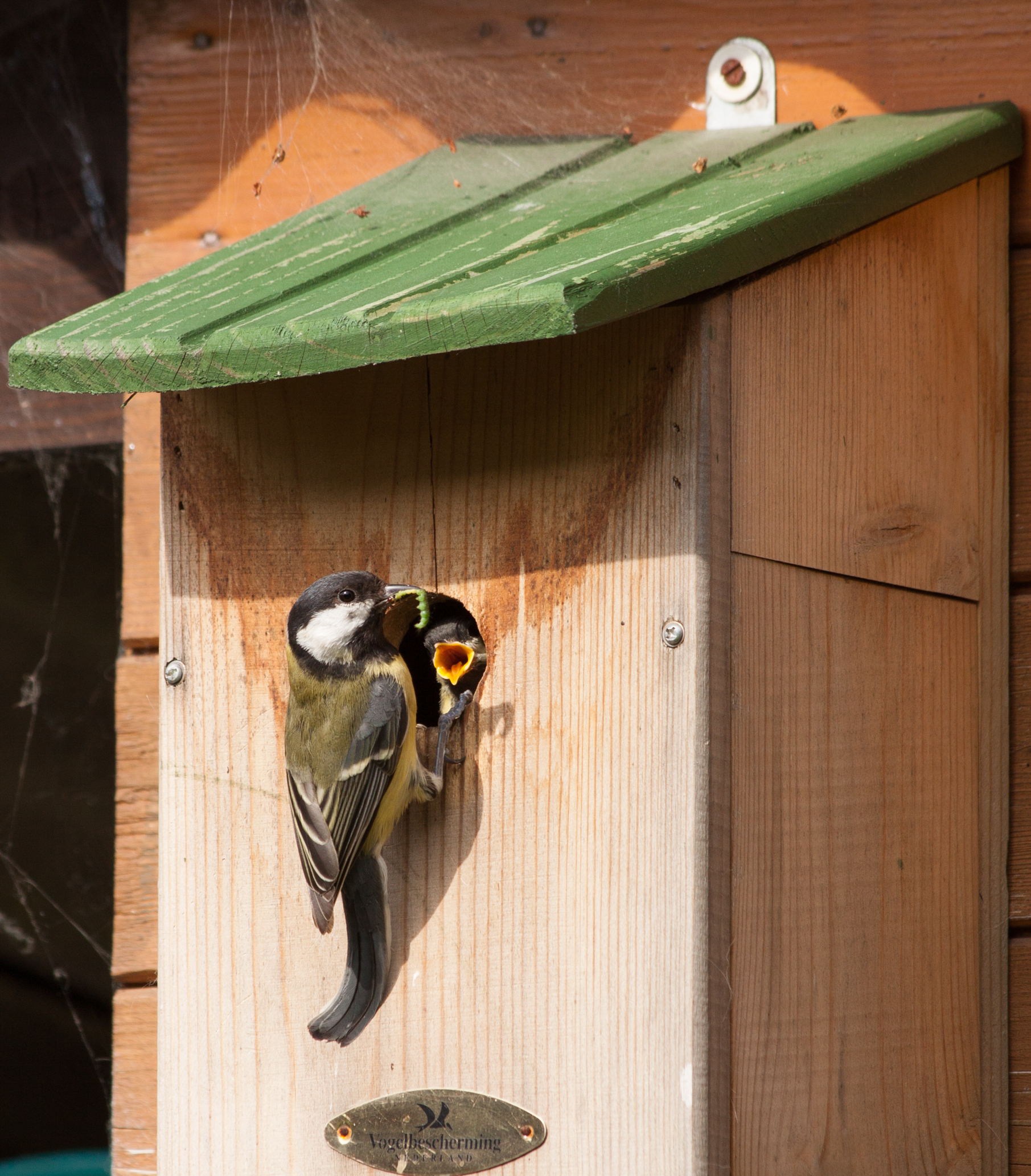
Pițigoiul mare aducând o omidă puilor

Succesul reproductiv, adică numărul de pui care au părăsit cuibul și au devenit zburători în raport cu numărul de ouă depuse, variază în funcție de ponte și habitate, în pădurile de foioase din sudul Angliei succesul reproductiv este de 95% (prima pontă) și 59% (a doua pontă); în pădurile de zadă din vestul Germaniei 61% (prima pontă) și 76% (a doua pontă); în pădurile de stejar verde (Quercus ilex) din sudul Franței 42% (prima pontă, în mare parte ca rezultat al abandonării inexplicabile a cuibului) și 55% (a doua pontă). Păsările care cuibăresc în pădurile de conifere par să se descurce mai bine, în pădurile de conifere cu pin din sudul Angliei succesul reproductiv este de 60-62% (prima pontă) și 78-87% (a doua pontă) și 97% a puilor din prima pontă în pădurile de conifere din Suedia.
Într-un studiu în pădurile de foioase din sudul Angliei, 23% din cuiburi au fost prădate de nevăstuică (Mustela nivalis) timp de 29 de ani, cu fluctuații semnificative de la an la an în funcție de disponibilitatea prăzii alternative a nevăstuicii. Alți prădători importanți sunt veverița cenușie (Sciurus carolinensis), uliul păsărar (Accipiter nisus), ciocănitoarea pestriță mare (Dendrocopos major), gaița (Garrulus glandarius) și pisicile. Au loc unele concurențe cu vrabie de casă (Passer domesticus) pentru scorburile și cavitățile pentru cuibărit. Într-un studiu din Israel, unde sunt disponibile cuiburi artificiale cu intrări de dimensiuni diferite, pițigoii au ocupat cuiburile artificiale indiferent de numărul de vrăbii care cuibăreau în vecinătate: în timpul celei de-a doua părți a sezonului de cuibărit, procentul de perechi reușite de pițigoi a corelat negativ cu ocuparea cuiburilor artificiale de către vrăbii, dar mai multe perechi de pițigoi au cuibărit și mai mulți pui au părăsit cuibul din cuiburile artificiale cu intrări mici față de cele cu intrări mari; pițigoii au ocupat mai multe cuiburi artificiale cu intrări mai mari în prima parte a sezonului de cuibărit decât în timpul celei de-a doua părți, probabil din cauza că vrăbiile au ocupat mai multe cuiburi artificiale cu orificii de intrare mai mari decât în cea de a doua parte a sezonului; 74% din cuiburile artificiale cu intrare mare în care pițigoii și-au făcut cuiburi în prima și a doua parte a sezonului de reproducere, au fost ulterior ocupate de vrăbiile de casă.
Rata mortalității juvenililor este destul de mare, 71% dintre juvenili mor în decurs de 400 de zile de la părăsirea cuibului, cea mai importantă cauză a morții lor fiind foametea. Juvenilii din a doua pontă sunt deosebit de vulnerabili, și trebuie să concureze cu juvenilii din prima pontă mai în vârstă, mai dominanți și adesea agresivi, pentru hrană și pentru locurile de hrană. Mortalitatea adulților este destul de ridicată, aproximativ jumătate din adulții cuibăritori nu ajung în sezonul de reproducere ulterior. Studiile păsărilor inelate în Anglia au arătat o rată anuală de supraviețuire de 44% pentru masculi și 52% pentru femele, mortalitatea este semnificativ mai redusă în anii cu populație mică decât în anii în care populația este mare, iar studiile din alte părți ale Europei au arătat că mortalitatea adulților este comparabilă cu cea găsită în Anglia, ridicându-se la 70% în Sankt-Petersburg (Rusia), dar rata mortalității este variabilă în primii ani de viață (de la 61% în Republica Cehă până la 87% în Olanda). Mortalitatea crește la adulții cu vârsta peste 5 ani, femelele mai mari de 5 ani au o rată reproductivă mai scăzută, iar puii care au părăsit cuibul lor au o rată de supraviețuire mai mică.
Atinge maturitatea sexuală la vârsta de un an. Longevitatea maximă înregistrată în libertate este de 15 ani și 4 luni.

## Deplasări sezoniere

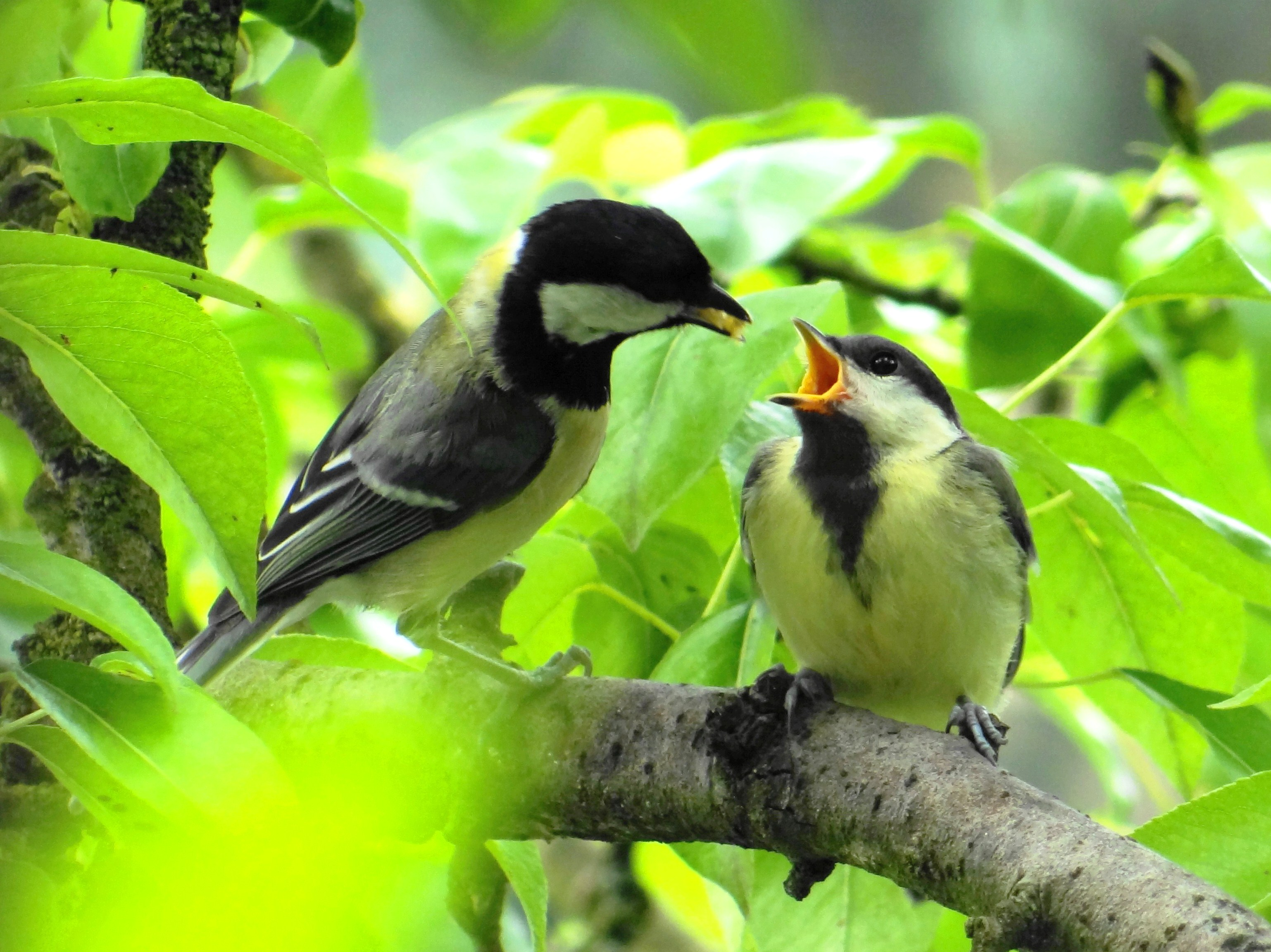
Piţigoiul mare îşi hrăneşte juvenilul

Este o specie sedentară, migratoare altitudinal și parțial invazivă. În centrul și sudul Europei este în mare parte sedentară, dar și invazivă (eruptivă) toamna, când populația este mare și adesea când producția de semințe a fagului este sărăcăcioasă sau în legătură cu alți factori. La sfârșitul verii și toamna, cârdurile de juvenili se dispersează și hoinăresc la întâmplare, de obicei la o distanță mică de la locurile de cuibărit, dar se pot aduna în număr mare în locurile favorabile de hrănire. Juvenilii din a doua pontă se deplasează în general mai departe decât cei din prima pontă, care au părăsit cuibul mai înainte; cârdurile de juvenili pot include juvenilii care au părăsit cuibul doar cu o săptămână în urmă. Până la sfârșitul toamnei sau la începutul iernii numărul indivizilor din cârduri se reduce de obicei cu circa 50% din cauza morții sau plecării lor din cârd, iar cârdul de obicei se stabilește mai mult în teritoriul pe care îl va ocupa pe tot parcursul iernii. Studiile păsările inelate în Insulele Britanice arată că cele mai multe deplasări nu depășesc 10 km, și că 95% din femele au fost recuperate nu mai departe de 36 km de la locul inelării și același număr de masculi nu mai departe de 20 km, excepțiile fiind deplasările de la mijlocul iernii peste Marea Nordului în Olanda și Lituania. Adulții (în special masculii) rămân în locurile de cuibărit pe tot parcursul anului, dacă condițiile permit acest lucru, inclusiv în regiunile din nord-vestul taigalei siberiene, dar pot să se alăture la mijlocul iernii cârdurilor pentru perioade scurte, mai ales când cârdurile trec prin teritoriul lor; la sfarsitul iernii, masculii probabil se află numai în teritoriul lor pregătindu-se pentru sezonul de reproducere. 
În România pițigoiul mare este o specie sedentară, dar în afară perioadei de cuibărire se deplasează în zone cu surse trofice abundente și hoinărește în căutarea hranei împreună cu alte specii de pițigoi și aușei. 

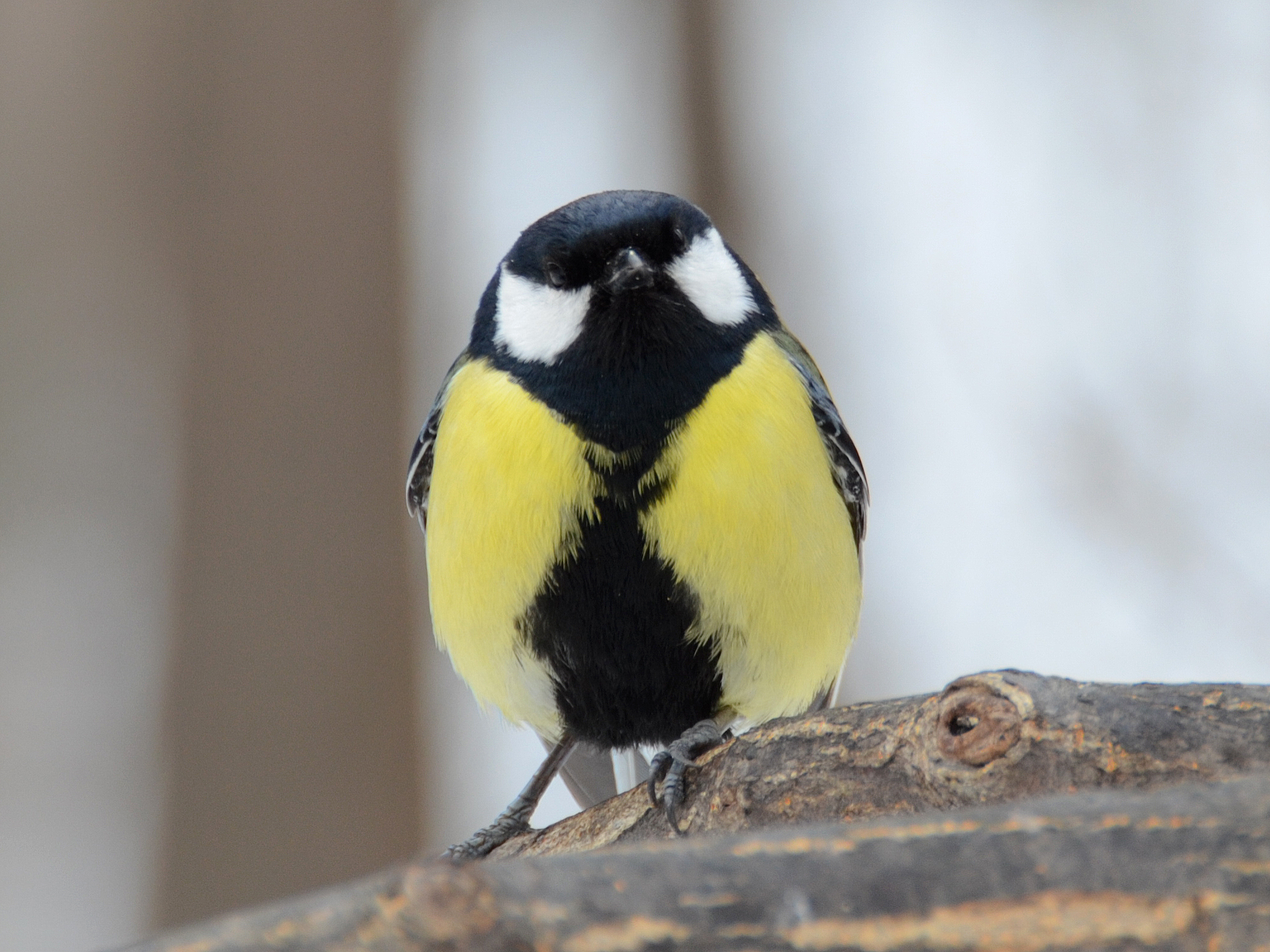
Piţigoiul mare văzut dedesubt

Într-un studiu pe parcursul a patru ani, 2007-2010, într-un teren împădurit de 1,6 km² din sudul Norvegiei în care gradientul altitudinal (de la 105 m până la 266 m) a cauzat întârzierea fenologică a dezvoltării vegetației și a abundenței omizilor în etajele mai înalte a pădurii, pițigoiul mare și pițigoiul albastru (Cyanistes caeruleus) au efectuat deplasări similare după ce puii au părăsit cuibul, deplasându-se pe o distanța medie de 134 m (interval 6-1036 m) de la cuib în zona de observație. În medie, familiile s-au mutat în sus pe deal, sugerând că ele au reușit să urmărească fenologia ambiantă, dar majoritatea nu s-au deplasat prea departe de locurile de cuibărit (probabil din cauza că părinții doreau să apere teritoriul ocupat pe tot parcursul anului și nu își puteau permite să plece pentru perioade mai lungi). 
În anii invazivi, cârduri de obicei nu mai mari de 2000 de indivizi, majoritatea fiind păsări din primul an de viață din populațiile nordice (unde lumina din timpul zilelor de iarnă este prea scurtă pentru a găsi mâncare), se deplasează la sud și vest în septembrie și octombrie spre regiunea baltică, Olanda, Marea Britanie și Irlanda; 30% din recuperările păsărilor inelate în regiunea Moscovei au fost în limitele a 100 km sud-vest de la locul inelării. Unii indivizi se deplasează spre sud în locuri mai îndepărtate, la 1700-2700 km, până în Balcani, în cursul superior al Dunării, Elveția și nord-estul Italiei. Sunt antrenate în astfel de deplasări păsările inelate din Rusia și recuperate în Germania, Olanda și Marea Britanie, iar în cazuri extreme indivizii din Kaliningrad (vestul Rusiei) au ajuns în sudul Irlandei și sud-vestul Franței. În nord-vestul Rusiei în vecinătatea orașelor mari, majoritatea subadulților și adulților sunt sedentari; în cea mai mare parte sunt sedentari și în Letonia, dar în Lituania sunt mai migratori, cu recuperări în sudul Franței și Portugalia; în mod similar, mulți subadulți din vestul Siberiei au fost recuperați la sud de locurile de cuibărit în Kazahstan. Se întorc în locurile de cuibărit în februarie-martie, dar în anii invazivi indivizii pot rămâne să cuibărească în zonele ocupate în timpul iernii, de ex., extinderea arealului în nordul Norvegiei a rezultat din invaziile de iarnă. În regiunea Vladivostok din sud-estul Rusiei, unii pițigoi sunt sedentari, dar majoritatea pleacă din locurile de cuibărit în septembrie-octombrie și se întorc în martie-aprilie. În Japonia, mulți pițigoi din nord (din insula Hokkaido) se deplasează în direcția sud-vest spre insula Honshu după cuibărit. Mulți pițigoi care cuibăresc la înălțimi mari în munții din Asia, ca de ex. în unele părți ale Subcontinentului Indian și ale Chinei, coboară la altitudini mai mici după reproducere. 
Apariții accidentale au fost înregistrate în timpul deplasărilor sezoniere în Islanda, Insulele Canare (Tenerife, Fuerteventura), Malta, Strâmtoarea Bering (insula Micul Diomede) și Taivan. 

## Statutul și conservarea

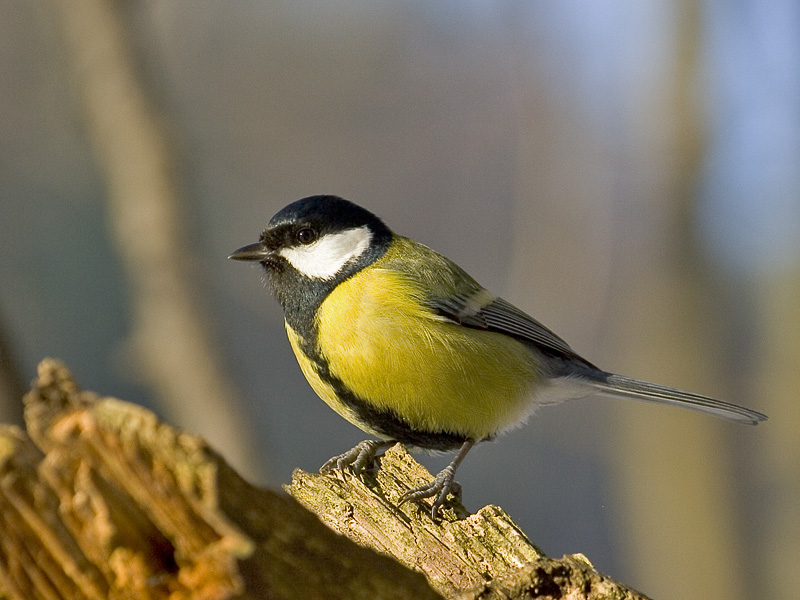
Piţigoiul mare văzut lateral

Specia nu este amenințată cu dispariția la nivel global (LC după criteriile IUCN).
Este cea mai comună dintre speciile de pițigoi, cu efective stabile la nivel european. Este o specie comună, în unele locuri numeroasă; este comună în Maroc, dar se întâlnește foarte rar în nordul Algeriei și rar în Atlasul Saharian; este rară în sudul Bhutanului. Statutul în Borneo necesită clarificări, specia este probabil comună în unele locuri și întâlnită numai în pădurile costale și riverane și în mangrove. În insulele Sondele Mici este comună sau numeroasă la nivelul mării și la altitudini de peste 1000 m în insula Flores; există două înregistrări vechi a speciei în Timor, unde statutul necesită confirmare.
În Europa, populația cuibăritoare este estimată la 65.100.000-106.000.000 de perechi, ceea ce echivalează cu 130.000.000-211.000.000 de indivizi maturi. Europa formează circa 30% din arealul global, deci o estimare foarte preliminară a mărimii populației globale este de 433.300.000-703.300.000 indivizi maturi, însă este necesară validarea ulterioară a acestei estimări. Cele mai mari populații din Europa au fost înregistrate în Rusia (12.000.000-16.000.000 perechi), Spania (5.785.000-7.565.000 perechi), Germania (4.800.000-6.750.000 perechi), Franța (4.200.000-8.400.000 perechi), Polonia (3.700.000-4.500.000 perechi), Cehia (3.330.000-6.660.000 perechi), România (3.100.000-6.200.000 perechi) și Ucraina (3.000.000-4.000.000 perechi).
În România trăiesc 3.100.000-6.200.000 de perechi clocitoare, iar populația este considerată a fi stabilă. Populația din Republica Moldova este estimată la 80.000-100.000 de perechi cuibăritoare, cu densități în pădurile seculare cu arbori găunoși de 12-15 perechi/10 ha.
Densitățile în teritoriile de reproducere din sudul Angliei sunt de 20-320 perechi/km² în pădurile de foioase mixte, 80-330 în pădurile de stejar, 6-53 în plantațiile de pin. În nord-estul Poloniei (în pădurea Bialowieza), densitățile sunt de 24 perechi/km² în pădurile palustre cu arin (Alnus), 26 în pădurile mixte cu frasin (Fraxinus) și arin (Alnus), 19-24 în pădurile mixte cu stejar (Quercus) și carpen (Carpinus) și 1-2 în pădurile mixte de conifere.
Populația este în creștere după expansiunea înregistrată a arealului, trendul populațional în anii 1980-2013 arată că populația europeană a înregistrat o creștere moderată.  În timpul secolului XX, arealul din Europa s-a extins spre nord în Norvegia, Finlanda și nordul Scoției, de asemenea populațiile au crescut semnificativ în Olanda și Estonia și cu peste 50% în Ucraina, începând cu anul 1970. În estul regiunii mediteraneene, s-a extins în sudul Israelului între anii 1950 și 1970, cu creșterea numărului așezărilor umane. S-a aclimatizat în nordul Sinaiului (nord-estul Egiptului) la începutul anilor 1970 și acum este comună în unele locuri de aici. Din 1978 s-a răspândit în sudul Kamceatkăi, unde acum locuiește în jurul orașelor și în zonele adiacente de pădure.
Pițigoiul mare este în general un pițigoi foarte familiar în cea mai mare parte a arealului său, și una dintre cele mai bine studiate specii aviare din lume.
Principalele amenințări sunt modificarea, fragmentarea și pierderea habitatului, managementul defectuos al pădurii, incendiile de pădure și poluarea.
Populația europeană estimată de perechi cuibăritoare.
| Țara (sau teritoriul) | Populația estimată (perechi cuibăritoare) | Anul estimării |
| --------------------- | ----------------------------------------- | -------------- |
| Albania               | 30.000-50.000                             | 2002-2012      |
| Andorra               | 500-1.000                                 | 1999-2001      |
| Armenia               | 50.000-120.000                            | 2002-2012      |
| Austria               | 700.000-1.000.000                         | 2001-2012      |
| Azerbaidjan           | 200.000-400.000                           | 1996-2000      |
| Bielorusia            | 1.500.000-1.700.000                       | 2001-2012      |
| Belgia                | 100.000-500.000                           | 2008-2012      |
| Bosnia și Herțegovina | 500.000-800.000                           | 2010-2014      |
| Bulgaria              | 800.000-1.300.000                         | 2005-2012      |
| Croația               | 1.500.000-2.500.000                       | 2014           |
| Cipru                 | 50.000-150.000                            | 2006-2013      |
| Cehia                 | 3.330.000-6.660.000                       | 2012           |
| Danemarca             | 700.000                                   | 2011           |
| Estonia               | 300.000-400.000                           | 2008-2012      |
| Finlanda              | 1.600.000-2.000.000                       | 2006-2012      |
| Franța                | 4.200.000-8.400.000                       | 2008-2012      |
| Georgia               | Prezent                                   |                |
| Germania              | 4.800.000-6.750.000                       | 2005-2009      |
| Grecia                | 870.000-1.080.000                         | 2007-2013      |
| Ungaria               | 1.330.000-1.610.000                       | 2000-2012      |
| Irlanda               | 580.227-1.335.580                         | 2006-2011      |
| Italia                | 1.000.000-2.000.000                       | 2011           |
| Kosovo                | 200.000-300.000                           | 2009-2014      |
| Letonia               | 583.085-748.316                           | 2012           |
| Liechtenstein         | 700-1.000                                 | 2009-2014      |
| Lituania              | 350.000-600.000                           | 2008-2012      |
| Luxemburg             | 40.000-50.000                             | 2008-2012      |
| Macedonia             | 100.000-500.000                           | 2001-2012      |
| Moldova               | 80.000-100.000                            | 2000-2010      |
| Muntenegru            | 200.000-400.000                           | 2002-2012      |
| Olanda                | 583.846-700.615                           | 2008-2011      |
| Norvegia              | 1.000.000-1.250.000                       | 2013           |
| Polonia               | 3.700.000-4.500.000                       | 2008-2012      |
| Portugalia            | 1.000.000-5.000.000                       | 2008-2012      |
| România               | 3.100.000-6.200.000                       | 2010-2013      |
| Rusia                 | 12.000.000-16.000.000                     | 2000-2008      |
| Serbia                | 670.000-900.000                           | 2008-2012      |
| Slovacia              | 1.500.000-3.000.000                       | 2002           |
| Slovenia              | 500.000-700.000                           | 2002-2012      |
| Spania                | 5.785.000-7.565.000                       | 2004-2006      |
| Suedia                | 1.608.000-3.547.000                       | 2008-2012      |
| Elveția               | 400.000-600.000                           | 2008-2012      |
| Turcia                | 2.000.000-7.000.000                       | 2013           |
| Ucraina               | 3.000.000-4.000.000                       | 2000           |
| Marea Britanie        | 2.600.000                                 | 2009           |
| Uniunea Europeană     | 41.700.000-69.100.000                     |                |
| Europa                | 65.100.000-106.000.000                    |                |